# Skladba aranžérské kompozice

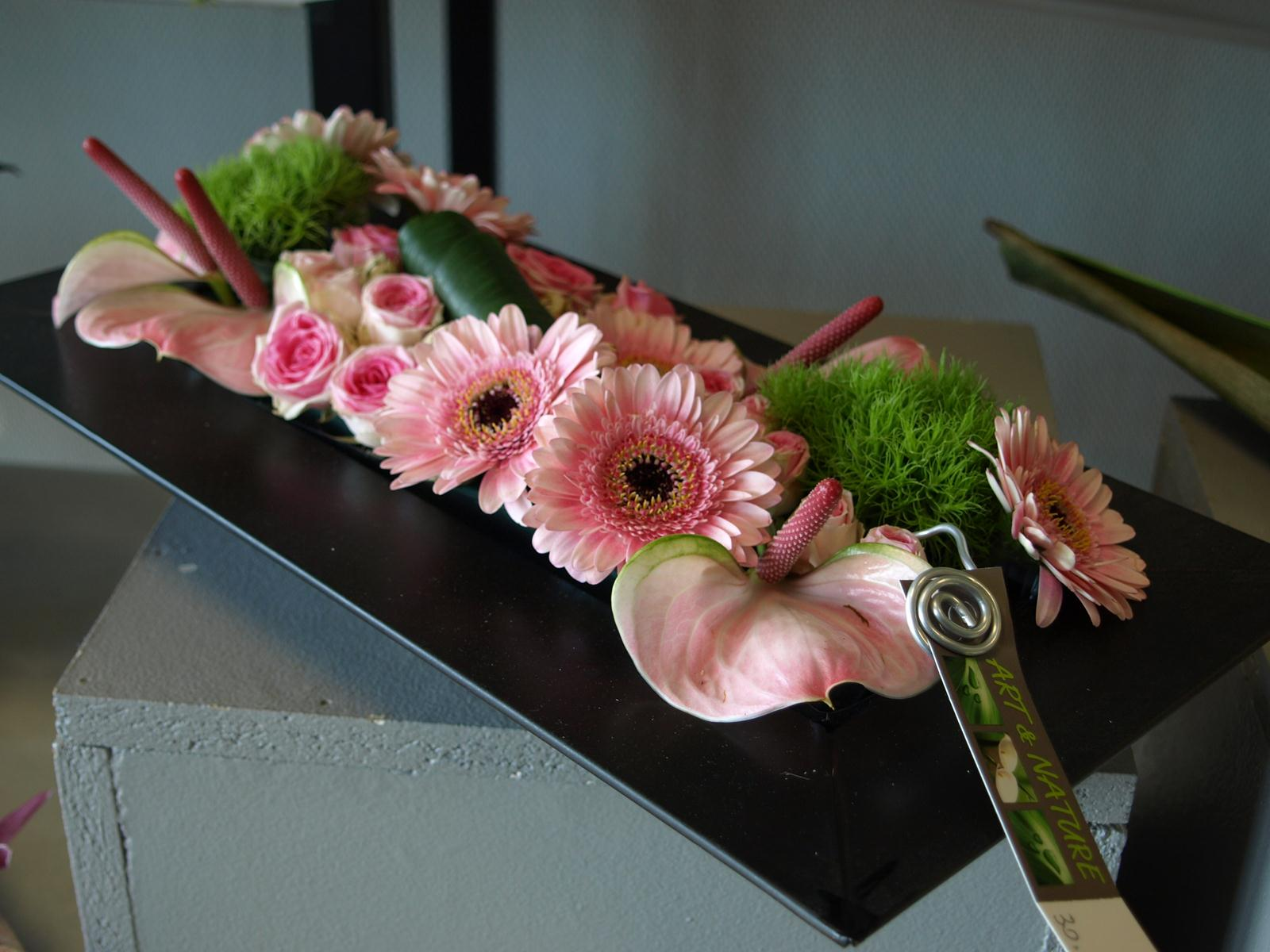
Kompozice v konstruktivně asociativním stylu. Květiny jsou použity jako materiál vyvolávající asociace, jako barevná hmota.

Skladba aranžérské kompozice se obecně řídí stejnými výtvarnými pravidly jako kterékoliv jiné umělecké dílo.

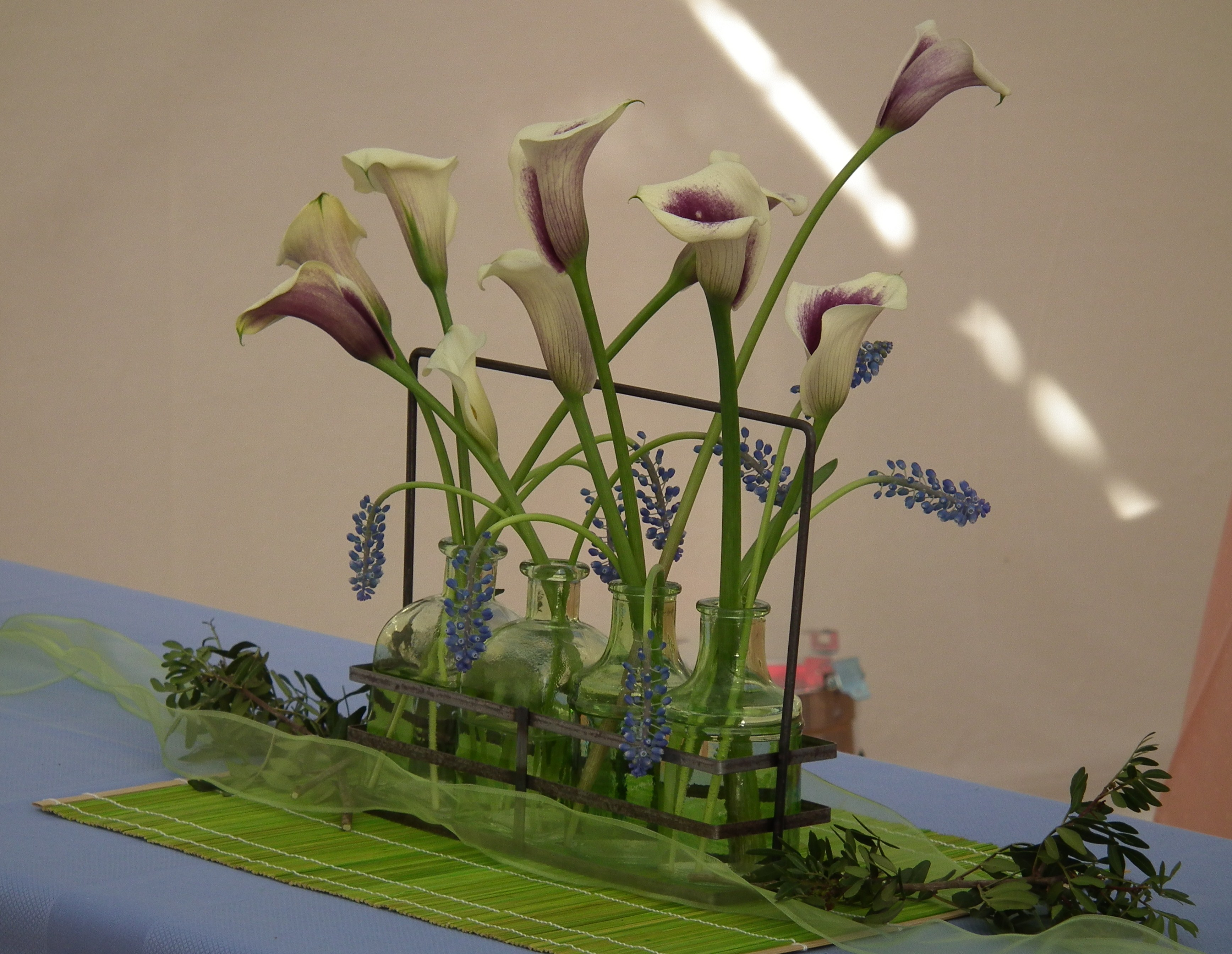
Vegetativní styl aranžmá připomínající způsob růstu.

## Styly
V hledání východisek pro přesně roztřídění a zařazení velmi různorodých prací zahradních architektů lze použít jednak přisouzení podobnosti díla k nějakému způsobu úprav květin v historickém období, ke kterému se často vztahuje i interiér kterého je aranžmá doplňkem, ale lze použít i třídění podle stylu aranžování květin. Styl můžeme jinými slovy označit jako způsob tvorby. a značí výraz díla při práci s rostlinami a jejich částmi.
Současné aranžování rozeznává tři základní aranžérské styly:
- dekorativní
- vegetativní
- formálně lineární

Vymezení těchto základních stylů umožňuje floristická díla zařadit do určitých kategorií, které se vyznačují svébytnými znaky. Aranžérská díla však často linie dané jednotlivými styly překračují. Někteří autoři mohou nrozlišovat ještě další základní styly například
- konstruktivně asociativní

V dekorativním stylu převládá zdobnost, pravidelné tvary a umělost, někdy zdůrazňuje bohatost a plnost. Někdy jde o jednoduché dekorace, které mají jednoduchý symbolický nebo od jednoduchého tvaru celku odvozený význam (srdce) nebo jsou součástí složitější dekorace (girlanda). Významnými výrazovými prostředky je barevnost, tvar a dokonalost. Často se vyskytuje symetrie podle osy, opakování a pravidelnost. Aranžmá v dekorativním stylu nebývá složité na pochopení (vavřínový věnec, květinová slza na urně, lyra na hrobě) a neskrývá hluboké jinotaje.
Vegetativní styl je přirozený a růstu rostlin přizpůsobený způsob aranžování, který zobrazuje přirozenou krásu květin a proměnlivosti přírody během celého roku. Je napodobeninou přírody a často se zabývá krásou jejích jednotlivých výtvorů nebo celků. Vegetativní styl může použít i prvky nedokonalosti, dočasnosti a rozkladu. Významnými výrazovými vlastnostmi je přirozenost a malebnost.
Ve formálně lineární stylu je kladem důraz na průběh výrazných linií, použití neobvyklých tvarů a materiálů, výrazných struktur a často kontrastních barev. Významná bývá poetika díla, neobvyklý výraz celku a graficky působivé linie částí rostlin. Dílo může naznačovat, symbolizovat nebo napodobovat.
Konstruktivně asociativní působí technicky, strukturovaně nebo architektonicky. Dílo má vyvolávat asociace, ve zpracování nebo celku bývá obsažena symbolika. Dílo je výrazně nápadné, zřetelně viditelné, často i velké rozměry. S materiálem je nakládáno jako se stavební hmotou, barevnou, tvarovou, strukturovanou. Prvek, květina je sama o sobě bezcennou nevýraznou jednotkou hmoty. Často jsou používány jiné než rostlinné materiály, často umělé. Tento styl aranžování je blízký tzv. vizuálnímu umění. 

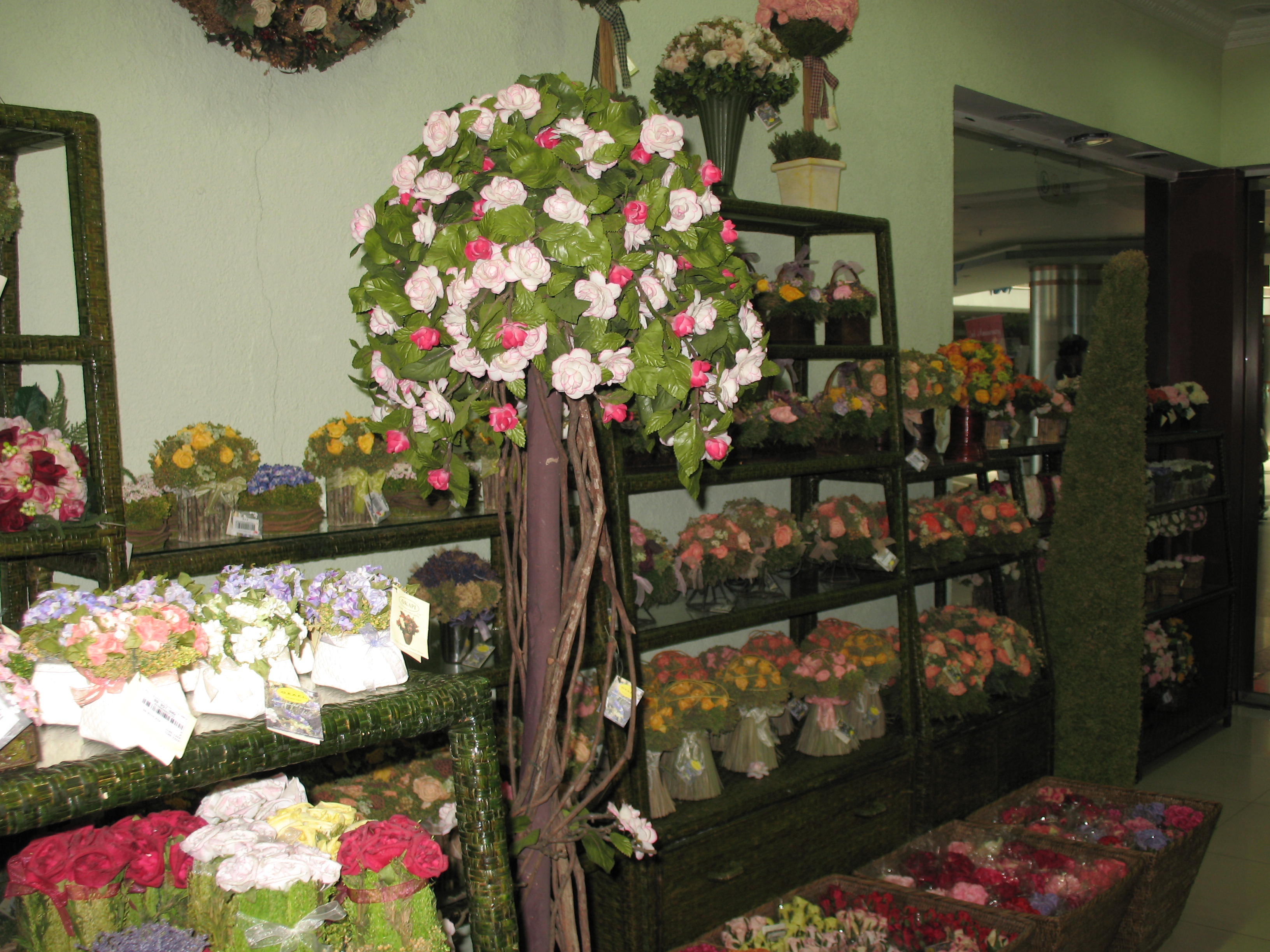
Umělé květiny působí často nepřirozeně a nevhodně vlivem nedokonalosti provedení a charakteru kompozice.

Kromě těchto stylů lze nalézt mnoho pojmenovaných a respektovaných stylů jako je art deco, rustikální styl, vertikální styl, land art, eco art a další, které vymezují již i výrazové prostředky a přesné kvality ba i druhy použitých prvků s kterými pracují a které by v jiném stylu působily poněkud nepatřičně.
Pro tvorbu celkově harmonického a esteticky působícího aranžmá je styl zanedbatelným kritériem. Důležitá je ucelenost díla, harmonie celku kde všechny jeho části jsou spolu v souladu a kde je dána hierarchie důležitých a doplňkových částí díla. Základem uvažování o celku aranžérského díla je vedení linií, především obrysových a daných materiálem, rozmístění hmot a prvků podle významu a výraznosti.
K zvýšení atraktivity slouží kontrast. Ucelenost celku podporuje symetrie nebo optická vyváženost u asymetrické kompozice. Vyváženost u asymetrické kompozice může někdy být podpořena asociacemi některých prvků, které pak poutají pozornost. Významné může být použití poměru jednotlivých částí a použití rytmu, zejména ke stupňování zájmu pozorovatele. Podstatnou součástí díla může být jeho smysluplnost, dílo by nemělo být nevhodné nebo nepřípadné z hlediska asociací (pohřební věnec na svatbě) nebo efektu (květinový koš od blízkého přítele pro ženicha, s nápisem "Miluji tě").

### Outside in
Kompozice ve stylu „outside in“ preferují hrubé nádoby evokující nádoby užívané v prostředí zahrady, jednoduchou zeleň připomínající venkovní rostliny. Hlavními doplňky jsou přírodniny. Styl má tendenci propojit prostředí v zahradě s prostředím v interiéru.

## Kompoziční pravidla a vlastnosti květinového aranžmá
Obvyklé a používané zásady které usnadňují tvorbu vzhledné kompozice a usnadňující zhodnocení kvalit kompozice.

### Hierarchie celku
Květinové aranžmá může být řešeno pohledově z více stran nebo jako jednostranná kompozice. Těžištěm zájmu v květinovém aranžmá je dominanta, prvek, květina nebo rostlina, kterou aranžér pokládá za nejvýznamnější a jejíž význam ostatní části kompozice barevně, velikostí, liniemi a jinak podporují. Dominantu může tvořit i několik stejnorodých nebo i různorodých květin nebo jiných prvků. V některých případech je v kompozici několik zájmových sfér. Ty jsou tvořeny někdy stejnorodým materiálem. Jedna ze sfér je vždy zřetelně zvýrazněna a je dominantou. Těžištěm zájmu může být ovšem nejen aranžmá ale i zdobený objekt (miska, nevěsta, rakev)

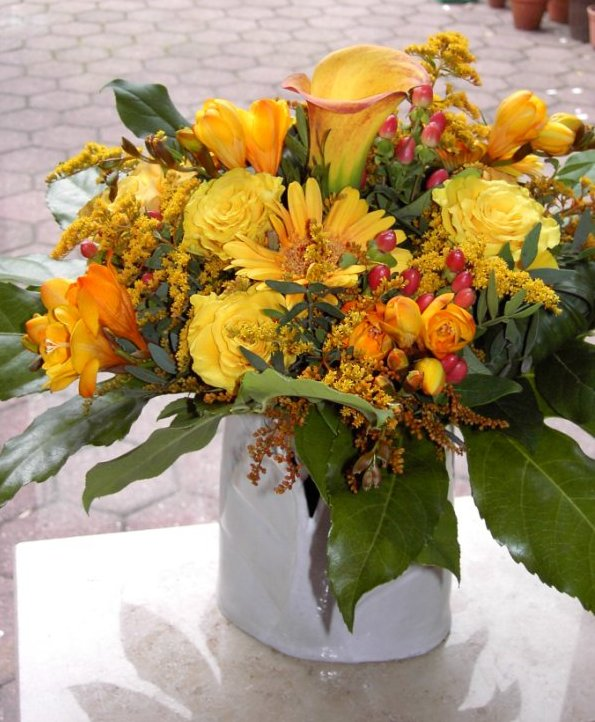
Velmi násilně působící nejednotnost (daná charakterem použitých druhů) v aranžmá.

### Jednotnost v květinovém aranžmá
Jednotnost kompozice je rozeznávána logická, morální a estetická. Logická jednotnost vyplývá z použitého materiálu, námětu a řešení. Pokorný uvádí jako příklad logické nejednotnosti kytice, kde je více druhů chvojí a barvené materiály (barvené makovice) a tvrdí, že takové aranžmá není výtvarným dílem. Stejně odsuzuje použití umělých květin, kterými nelze dosáhnout pocitu pravdivosti. Přesto se lze v moderním aranžování setkat s respektovanými díly, které využívají umělé a silně kontrastní prvky.
Opačně lze ale uvažovat nakolik jsou napodobeniny atrapou a nakolik samy o sobě tvarem a barvou nebo strukturou a tedy platnou dekorací nebo nakolik sušené květiny nebo použité šišky nepravdivé a vyumělkované.
Morální jednotnost kompozice podle J. Pokorného není v dílech aranžérů květin výrazná, avšak i zde tříbí vkus a zjemňuje povahu.
Estetická jednotnost je podle J. Pokorného nejlépe vyjádřena pojmem krásy. Je to výsledek dokonalého uspořádání květin a ostatních materiálů podle estetických zásad do aranžérské skladby.

### Harmonie a kontrast v květinovém aranžmá
Soulad aranžmá podle lze hodnotit například jako úměrnost nádoby k velikosti kytice a velikost květů jednotlivých druhů květin k sobě navzájem a v poměru květin k zeleni. J. Pokorný píše, že je těžko si představit harmonický poměr ve velikostech například začleněním květů pivoněk a konvalinek a naopak harmonické kompozice vytvoří měsíček lékařský a astry.
Kontrast dodává do kompozice dynamiku a vzbuzuje zájem pozorovatele. J. Pokorný jako příklad vhodné kontrastní kombinace udává květy mečíku a jiřin. může se však stát, že nahromadění kontrastů působí na pozorovatele dojmem nesouladu, chaosu.

### Rovnováha v květinovém aranžmá
Každá květinová kompozice musí být vyvážená, jednotlivé části kompozice musí být správně rozloženy v prostoru. Nesmí vznikat dojem, že se kompozice sesune nebo přepadne na stranu. Každá kompozice musí být vyvážena vůči vertikální i horizontální ose. Kromě zjevně vyváženého pravidelného celku lze použít při aranžování skryté rovnováhy.Pro vyváženost kompozice je důležitá i optická rovnováha spočívající v rozložení materiálů s různou světelnou odrazivostí a barevností. Stejný květ se zdá na vyšším místě v aranžmá těžší než na místě postaveném níže. Světlejší květy jsou obvykle vhodnější nahoře a tmavší dole v aranžmá.

### Rytmus a stupňování v kompozici
Rytmus v kompozici vzniká střídáním shluků prvků nebo jednotlivých prvků. Obvykle jsou střídány měně výrazné prvky s výraznými. Střídáním lze dosáhnout jednoduchého rytmu nebo stupňování či změnou některých vlastností prvku je dosaženo posloupnosti.
Rytmus v kompozici má často podobu barevné změny, ale může mít podobu použití plných nebo prázdných tvarů, opakování linií nebo struktur. Aby bylo rytmem dosaženo účinku, je třeba velkých prostor, tvrdí J. Pokorný a dodává, že na výstavách nebo při výzdobě interiérů se řadí exponáty nebo kompoziční prvky tak, aby bylo dosaženo stupňujícího se účinku.

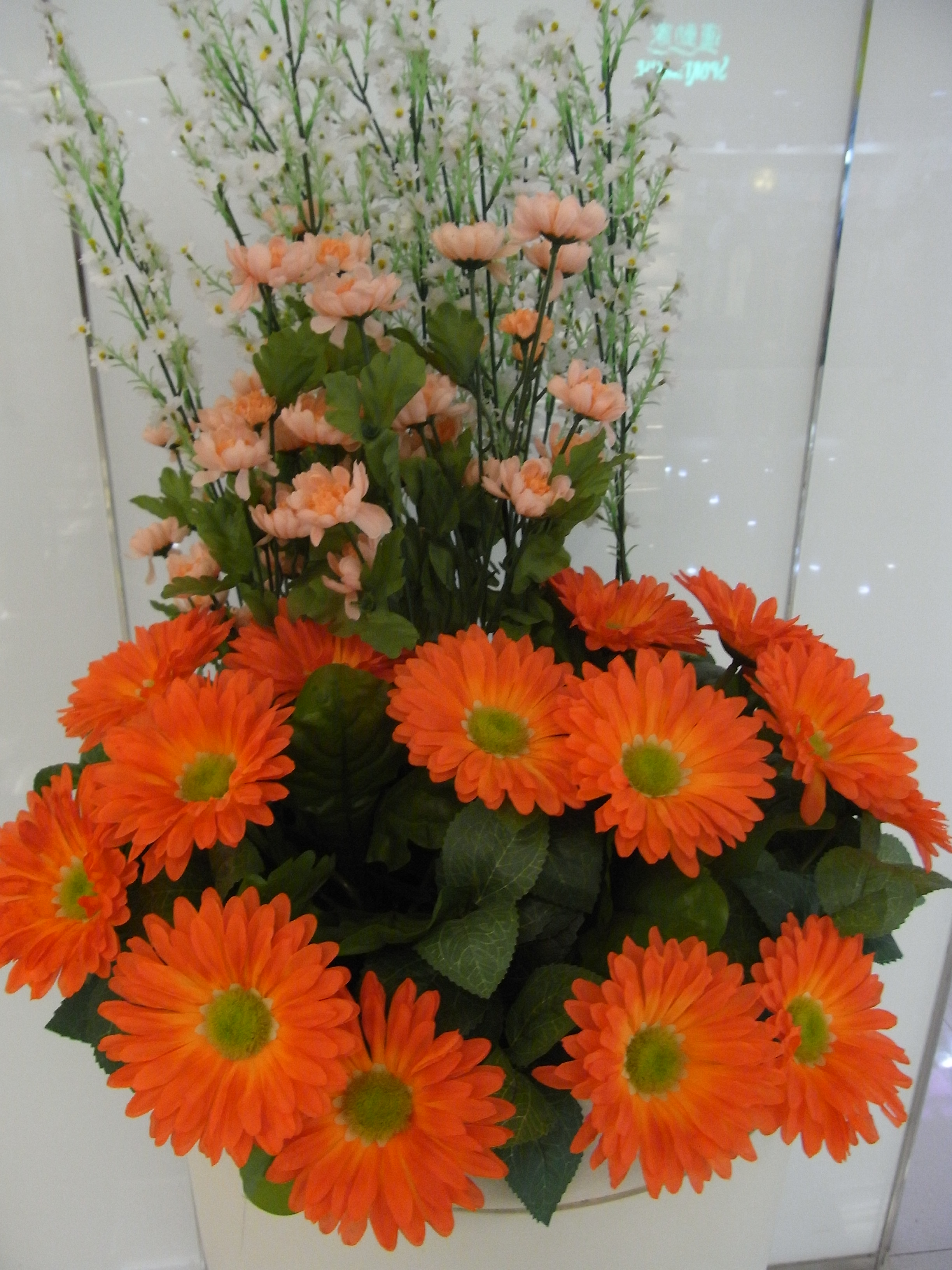
Silný nesoulad neuspořádaných hmot.

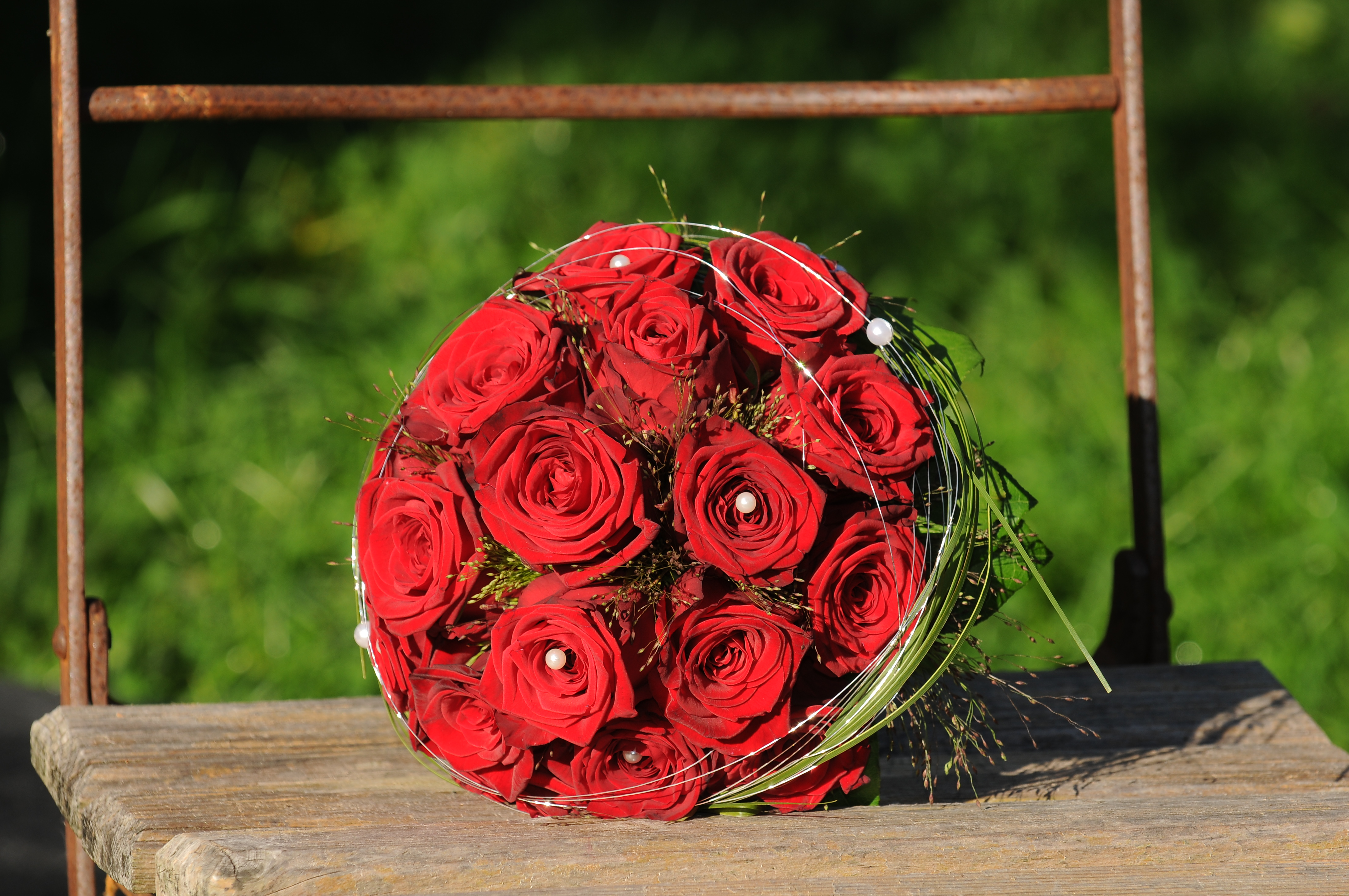
Kytice s rovnoměrnými proporcemi.

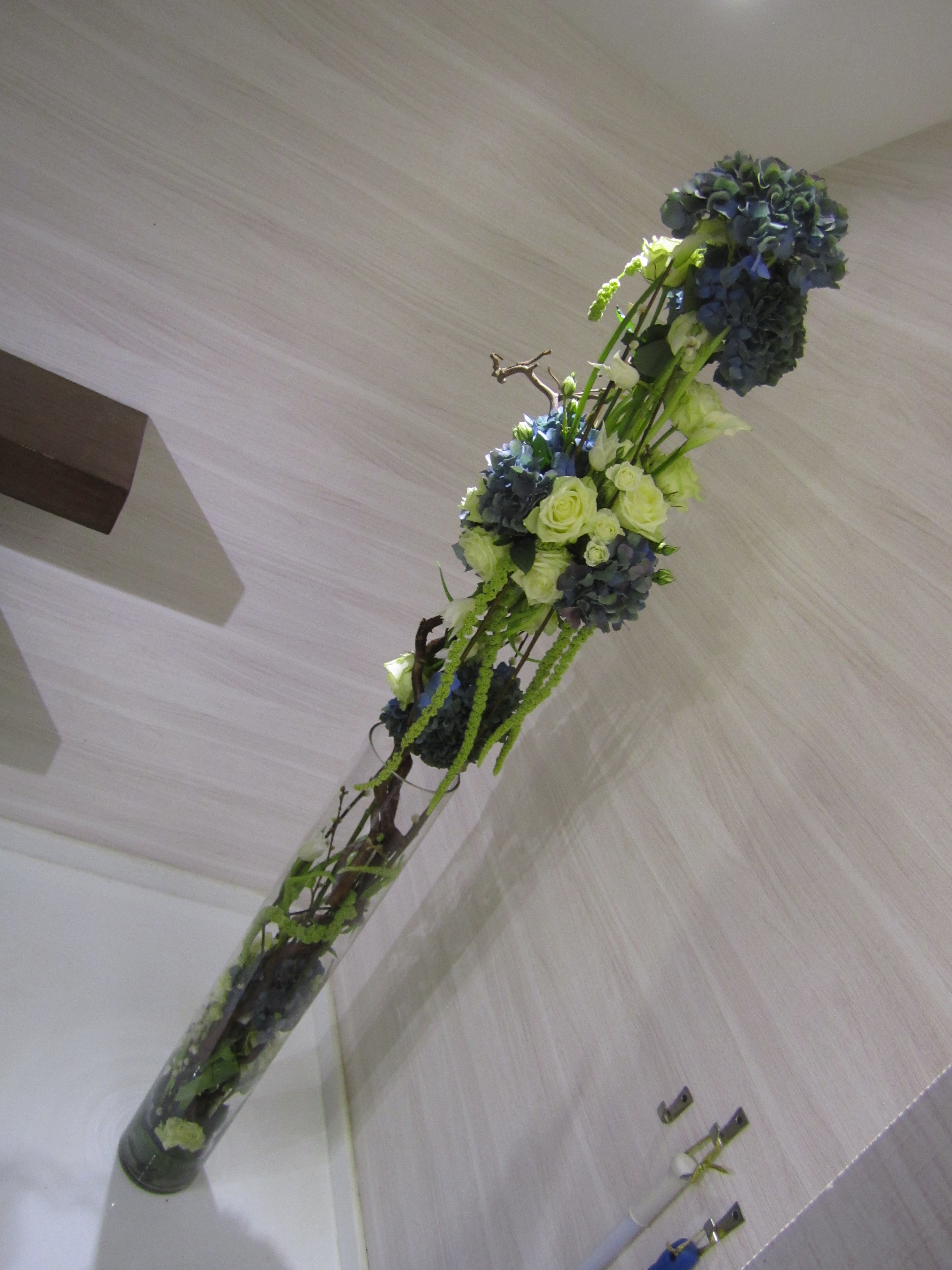
Porušené proporce i těžiště. Harmonie a až fádnosti je dosaženo symetrií a především omezenou barevností.

### Míry a proporce v kompozici
Míry a proporce se vztahují na všechny části kompozice květin, všechny části kompozice musí být vůči sobě v nějakém poměru. Tyto poměry jsou pevně dané. Cit pro velikost a rozměr je nutnou vlastností každého aranžéra květin.
- Rovnoměrné proporce - proporce aranžmá mohou být pravidelné, tedy všechny části jsou stejně velké, a jsou seskupeny symetricky kolem jednoho bodu.
- Rozdělení poměru podle přírodních proporcí - vzhled bývá harmonický , někdy poměr blízký zlatému řezu[1]
- Proporce podle zlatého řezu - tento poměr, který staví na principu tzv. zlatého řezu je přesně dán. Jde o poměry 3:5, 5:8, 8:13. Při dodržení tohoto poměru činí výška nádoby tři díly a výška květinové úpravy pět dílů, stejně jako díly šířky nádoby a květinového aranžmá.[9] V moderním aranžování se s těmito poměry nepočítá, ačkoliv jako základní měřítko zůstávajíc zachovány a naprosté ignorování této zásady může vést k disproporcím.[9]
- Porušené proporce - poměr částí výrazně změněn. Výsledkem je zvýšení pozornosti pozorovatele. Harmonii může prospět symetrie kompozice, pravidelnost podle osy,[1] rytmus a podobné geometrické nástroje.

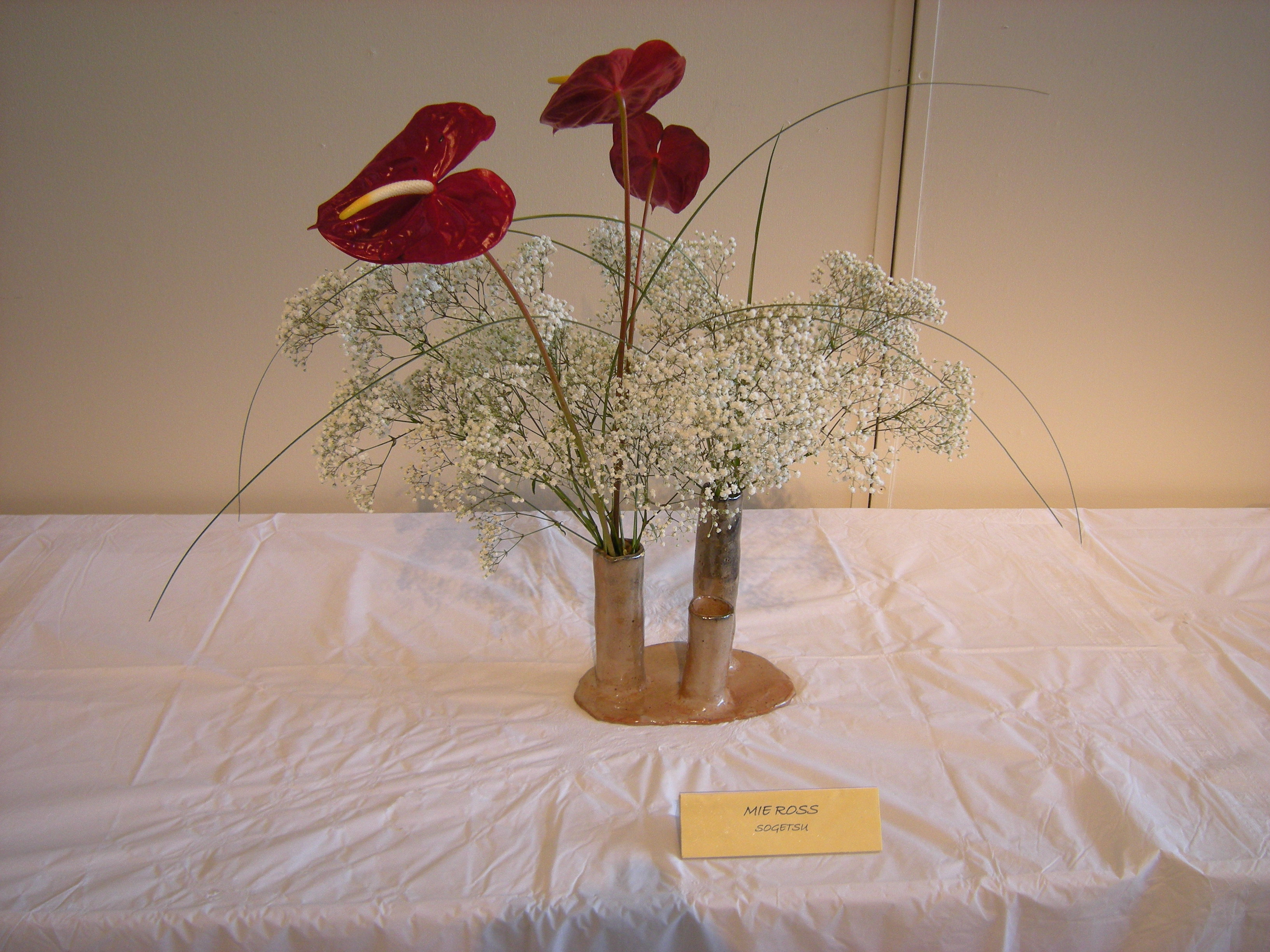
Silně nevyvážené aranžmá (ikebana).
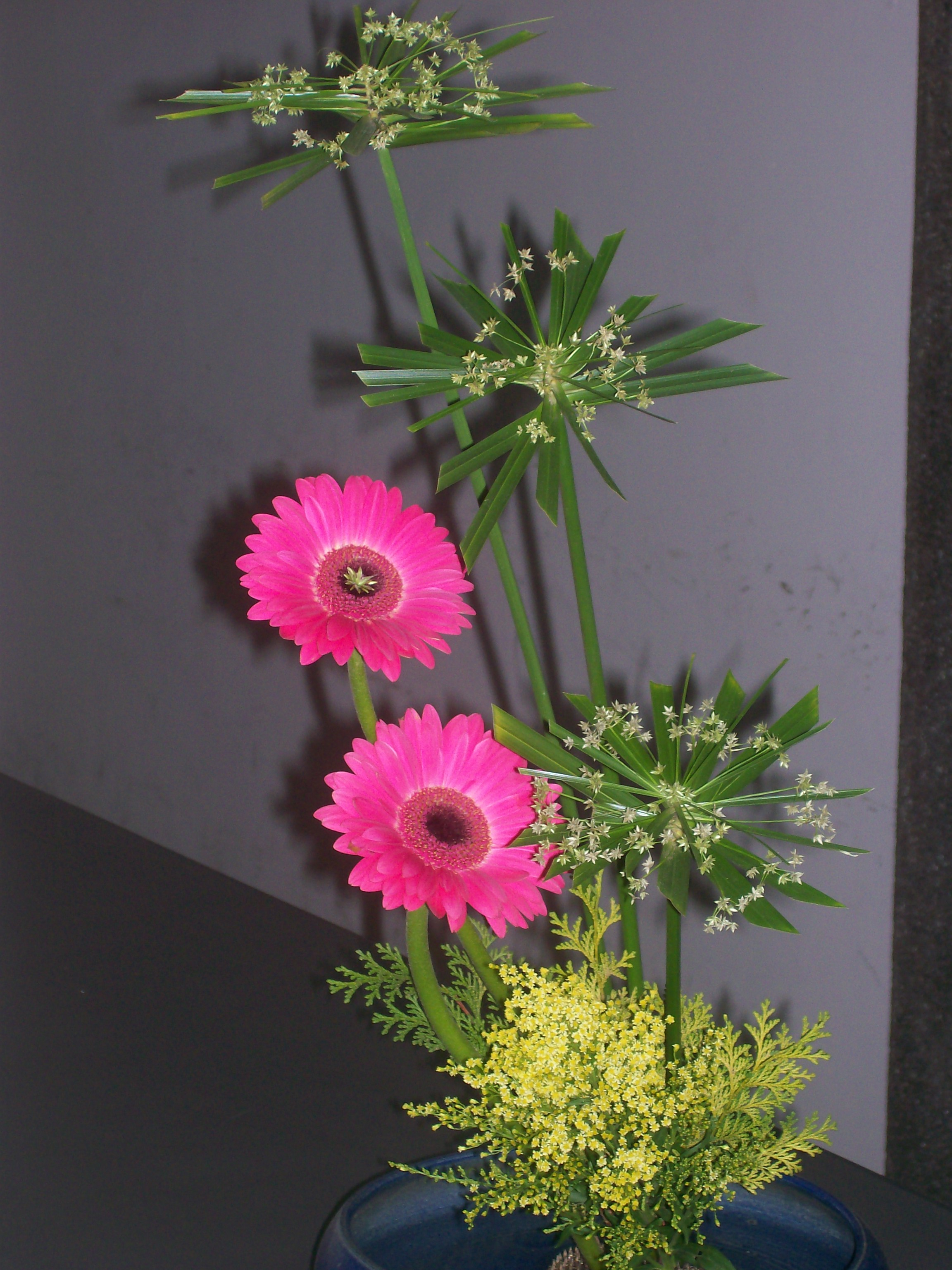
Prostorově i barevně nevyvážené aranžmá (ikebana).
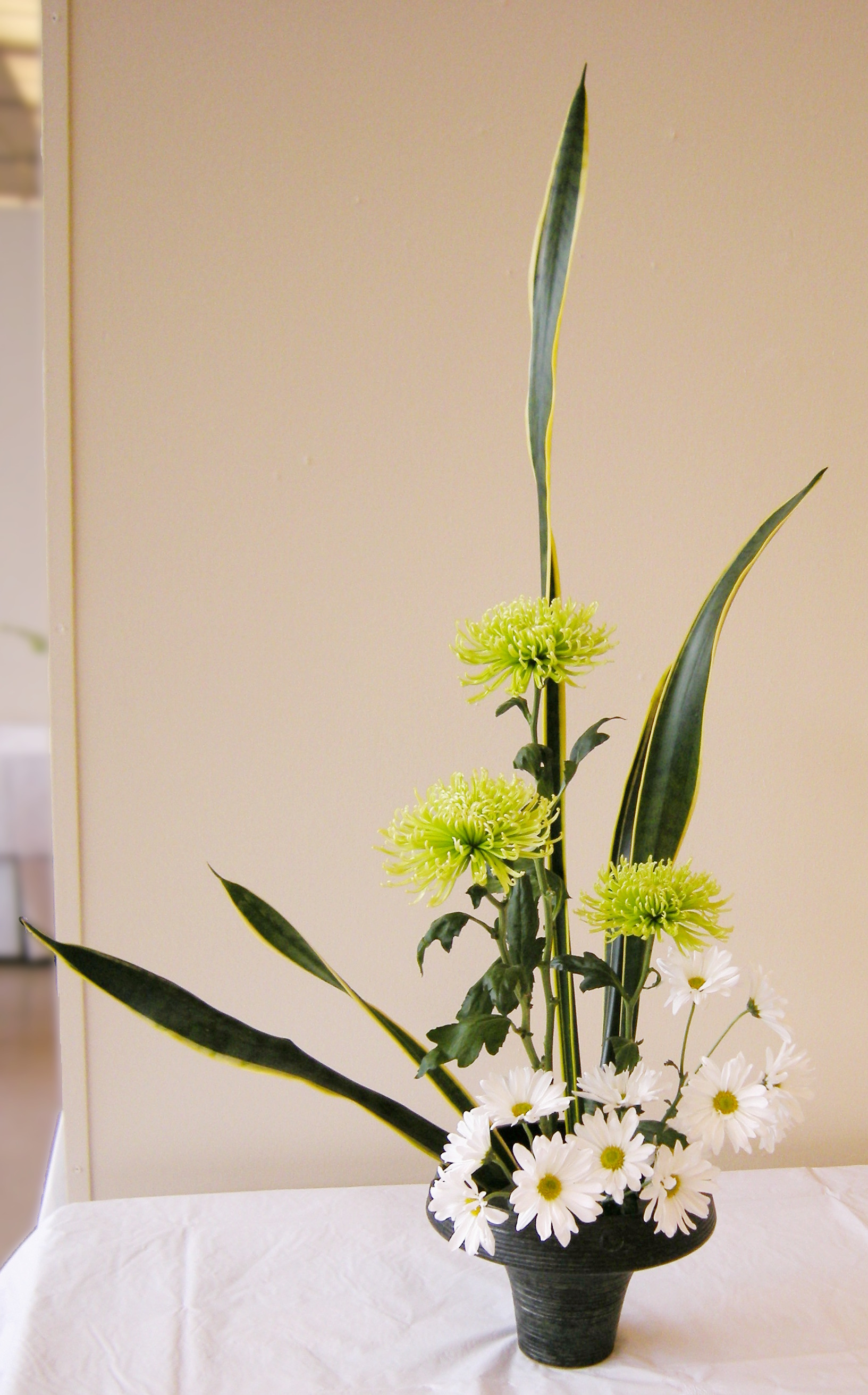
Skrytá rovnováha v dobře sladěném aranžmá (ikebana).
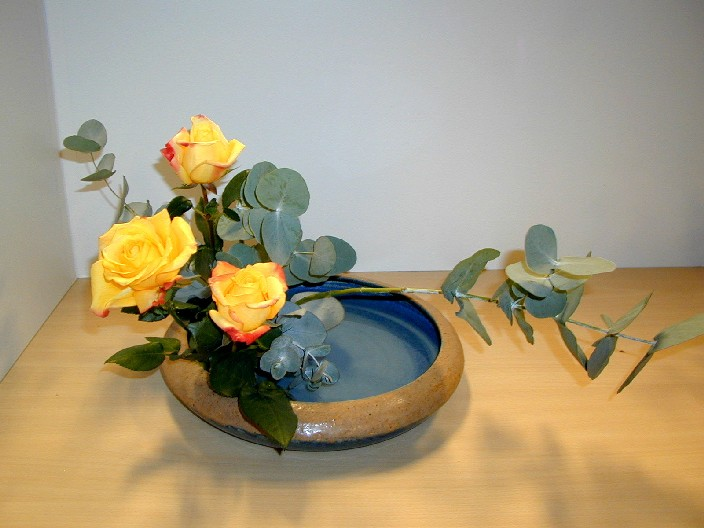
Skrytá rovnováha v dobře sladěném aranžmá (ikebana).
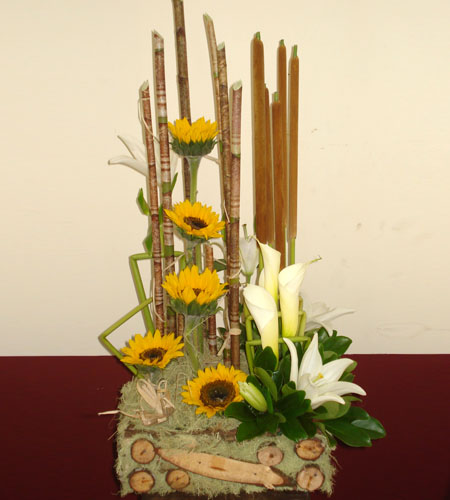
Aranžmá pracující s opakujícími se vertikálními liniemi.
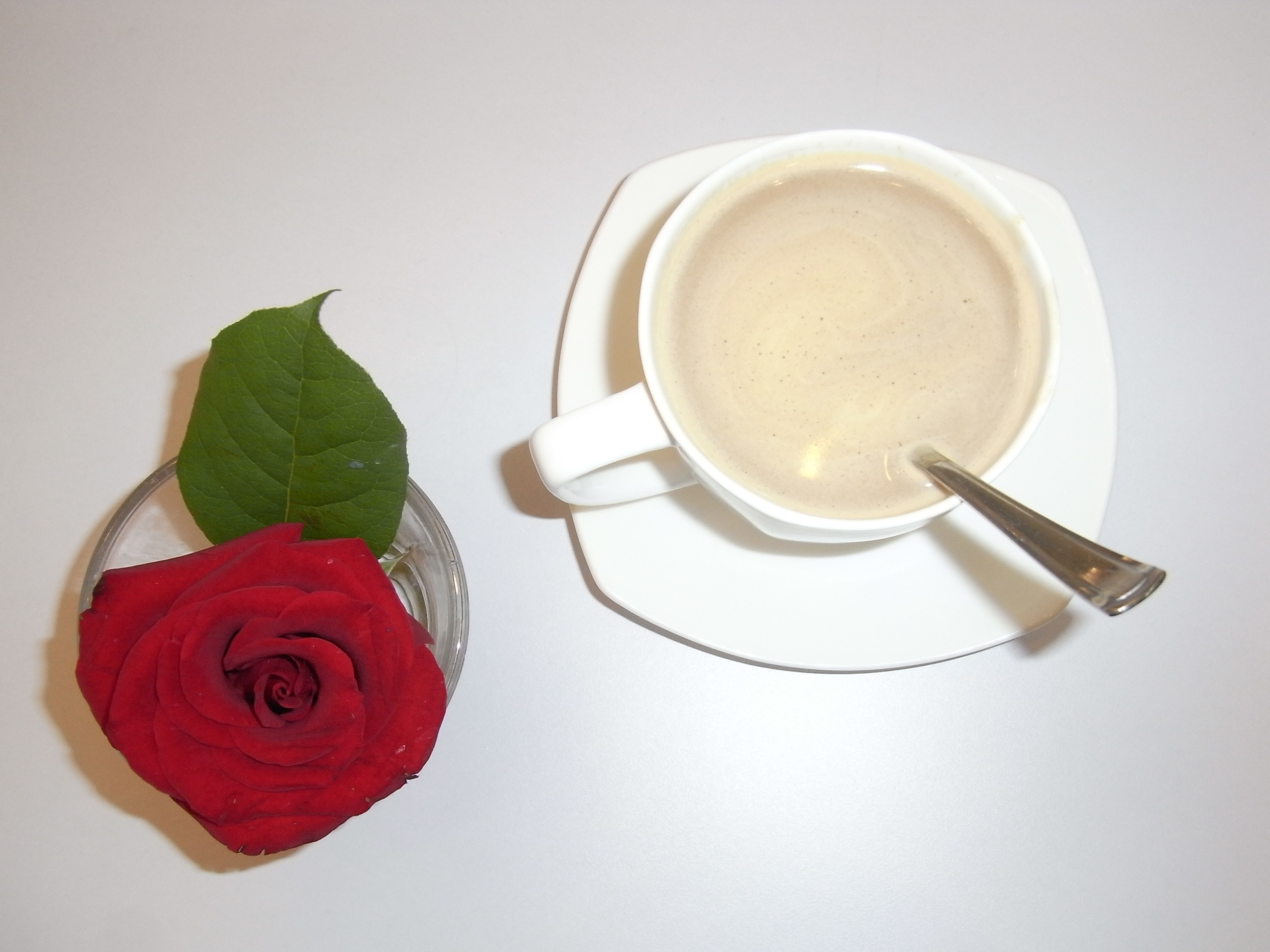
Izolace v prostoru

### Izolace v prostoru
Izolaci v prostoru lze využít při řešení větších interiérů. Na volnou plochu je umístěna vhodná nádoba s výzdobou nebo aranžmá. Dílo stojí osamoceně a izolovaně bez dalších doplňků a pozadí. V malé aranžérské práci to stejně tak může být jeden izolovaný květ leknínu, polorozvitá růže osamoceně ve vhodné nádobě. 

### Linie v kompozici
Linie které tvoří materiál a ty které jsou pomocí aranžovacího materiálu aranžérem vytvářeny lze využít k navození pocitů nebo k vedení pohledu pozorovatele. 
Vodorovná linie vytváří pocit klidu a vážnosti. Vertikální linie vytváří pocit růstu, významnosti, vznešenosti a vertikálního pohybu. Svislé linie tvoří i viditelné stěny vysoké nádoby. Šiké linie působí pocitem pohybu, otupuje výraznost svislých a vodorovných linií. Kulaté linie mohou tvořit pocit přirozenosti, ucelenosti a klidu a uzavřenosti. Nepravidelné linie mohou vytvořit pocit nepřirozenosti (někdy naopak přirozenosti) nebo neobvyklosti, neklidu. Všechny linie jsou více nebo méně důležité podle zbarvení, barevné intenzity a odrazivost, viditelnosti průběhu, síly, délky a zejména opakování.Linie se mohou křížit, spojovat a rozptylovat, všechny tyto jevy působí na pozorovatele asociacemi a aranžér květin je využívá.

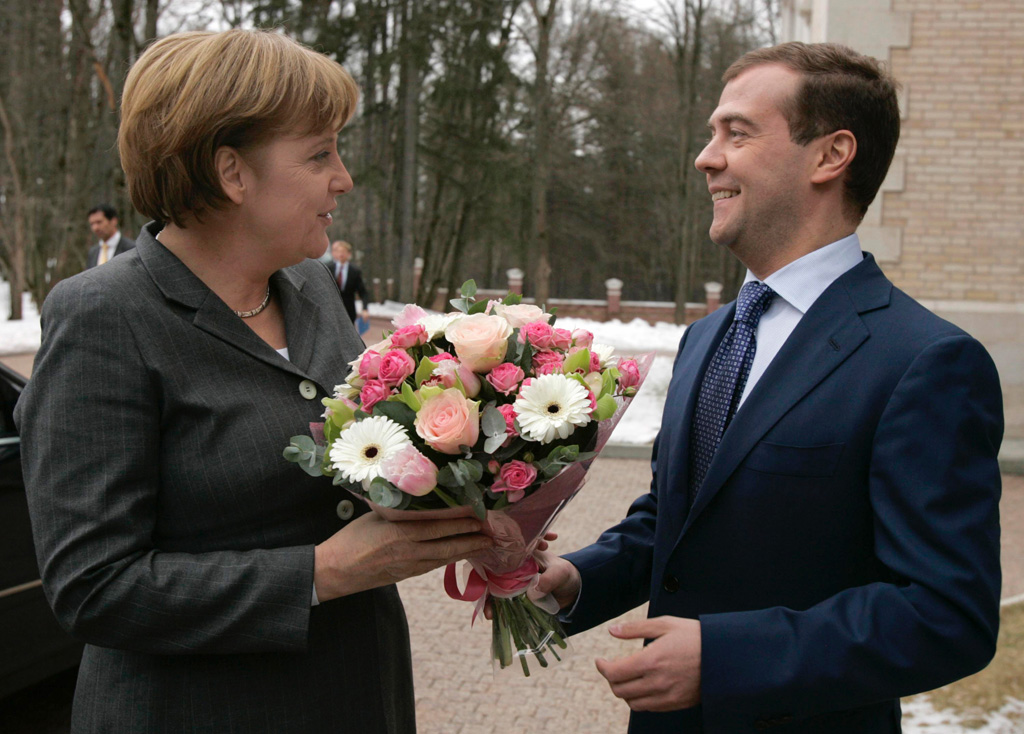
Kytice sladěná jednoduchostí monochromatické harmonie.

### Barvy v květinovém aranžmá
Barva je pravděpodobně nejvýznamnější dekorační faktor v zahradě a často brána v úvahu jako rozhodující vlastnost jednotlivého prvku. Vyšlechtění nových barev a odstínů bylo věnováno více pozornosti než jinému atributu květin. Při pozorování krajiny vidíme různě zbarvené povrchy, které se vzájemně odlišují, a to nejen svým zbarvením (že jsou např. zelené, červené apod.), nýbrž i měnlivostí tónů (bledě zelené, tmavozelené) a svou světelností, popřípadě pronikavostí účinku na oko. Mnoho diskusí o vlastnostech rostlin je zaměřena na barvu, strukturu a formu, více než na jiné vlastnosti. Ze zkušenosti víme, že nejpronikavější je bílá barva, po ní následuje žlutá, oranžová, červená, fialová, modrá a nejméně pronikavá je černá, protože pohlcuje všechny složky bílého světla. Černá barvaje nejen nejtemnější, ale i nejméně intenzívní. Jen praxí a experimentováním je možné vyvíjet barvocit a umožnit vidět rozdíly mezi odstíny barev a jejich vzájemné působení.

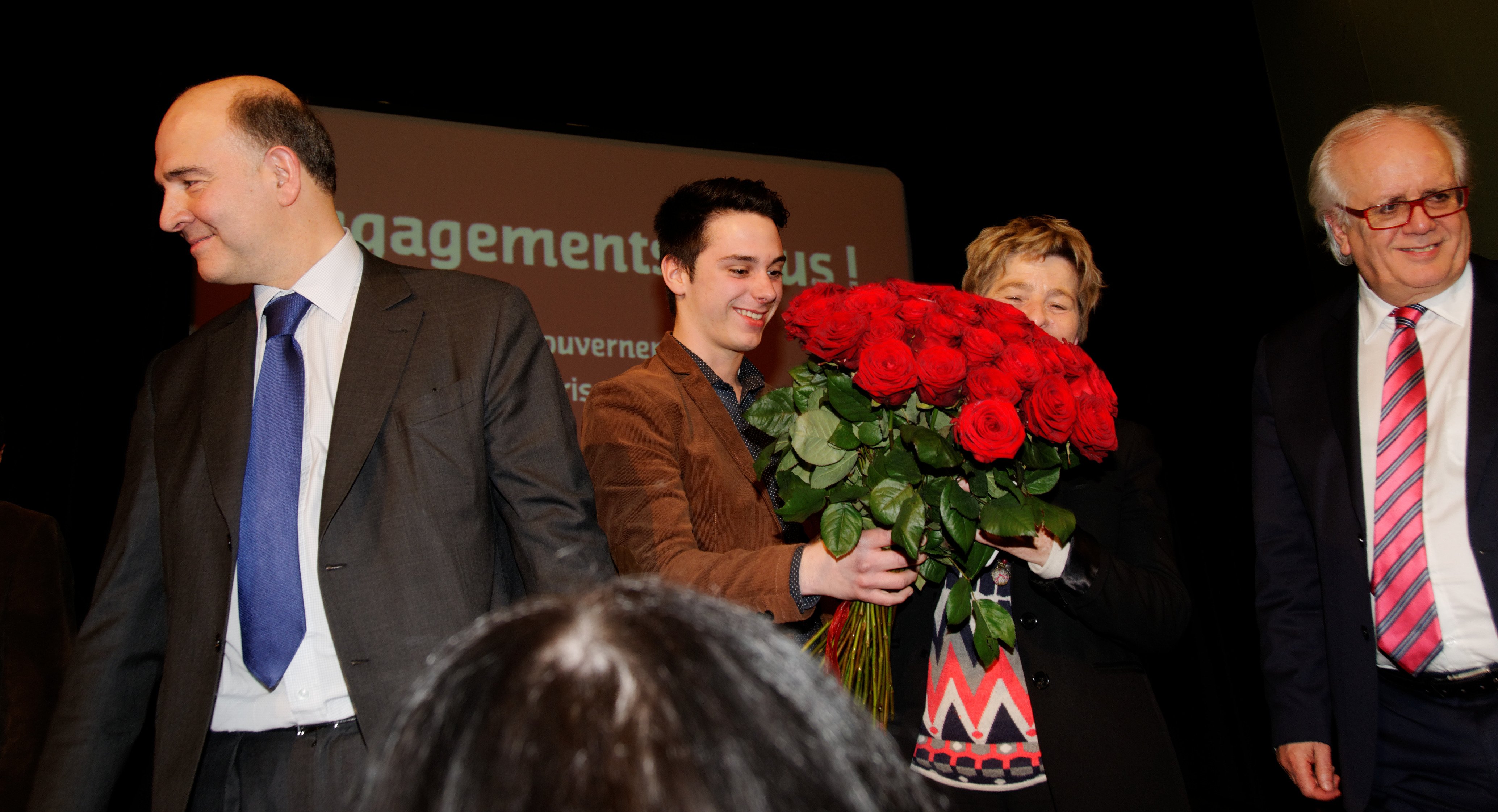
Kytice v jediném odstínu jedné barvy.
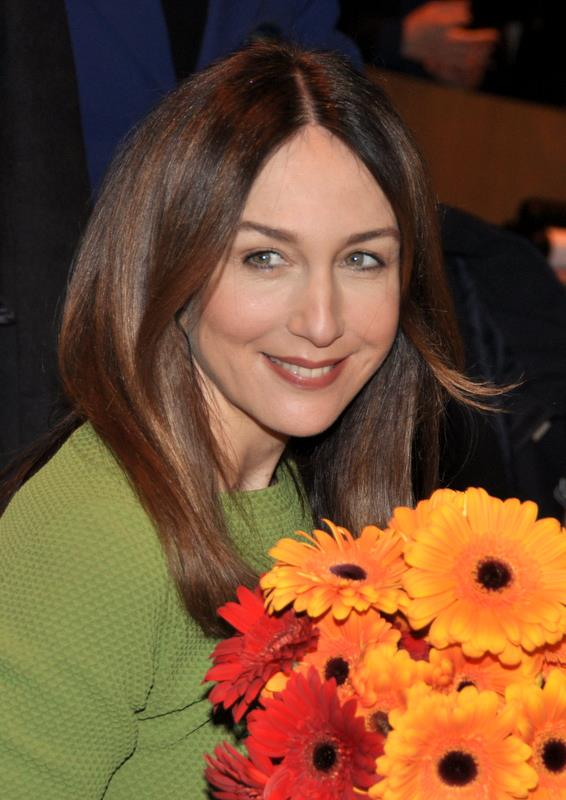
Soulad barev sousedících v barevném kruhu.
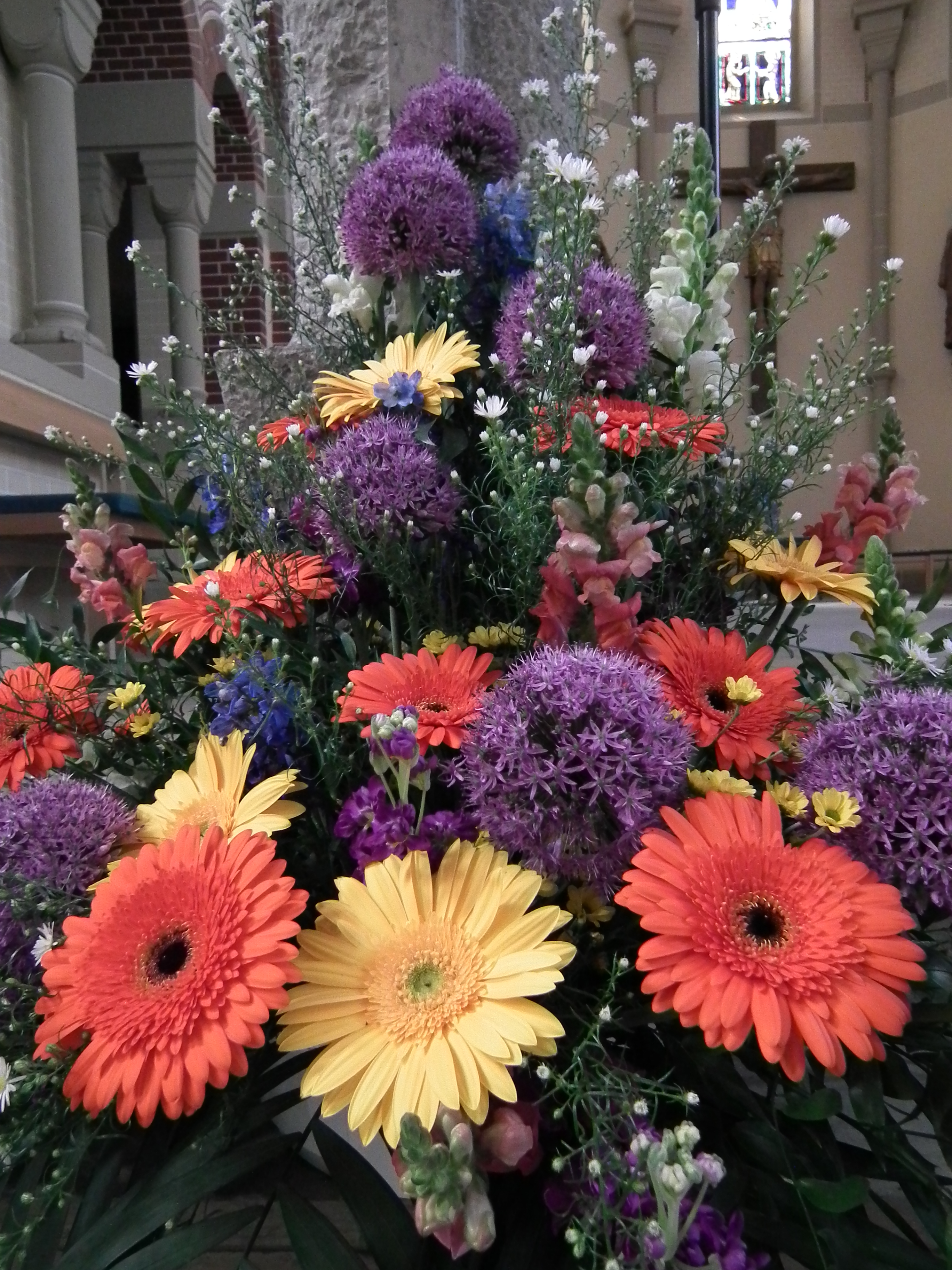
Kontrast teploty barev v aranžmá

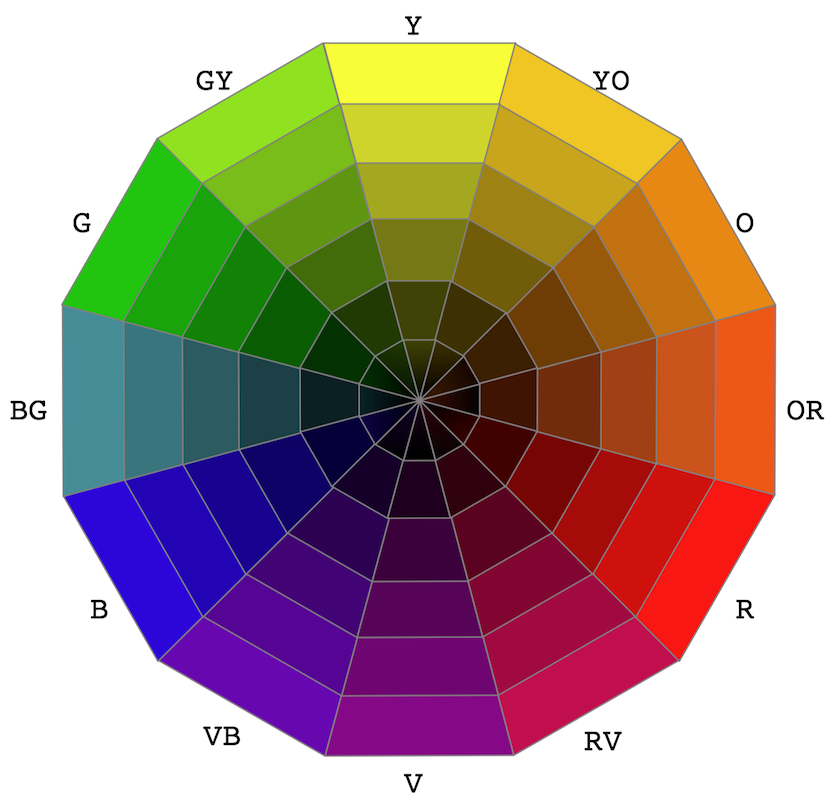
Barevný kruh.

J. Pokorný doporučuje, aby v každé vazárně byl k dispozici Osvaldův barevný kruh k vyhledání vhodných kombinací barev a doporučuje rovněž používat méně barev a vytvářet méně pestré kompozice, aby došlo i k lepšímu začlenění do interiéru. Podle J. Pokorného působí barvy na pozorovatel různě - žlutá vesele. žlutočervená vyjadřuje život a pohyb, červená vyjadřuje sílu, působí vesele i slavnostně a někdy půvabně. Fialová působí vážně, důstojně až ceremoniálně, neradostně. Modrá působí v květinovém aranžmá klidně až studeně, zelená uklidňuje a bílá vyjadřuje čistotu a světlo, černá vzbuzuje vážnost, smutek a beznaděj. Podle J. Pokorného syté barvy působí všeobecně vesele a slavnostně a tlumené odstíny vážně až smutně. Toto chápání barev platí v určitých situacích a v evropské kultuře. Bílá barva například vyjadřuje v Japonsku smutek a červená byla v Egyptě barva ohrožující život. Žlutá květina je podle některých zdrojů ve Francii nepřijatelná v dárkové kytici, je vyjádřením nevěry. Červené růže nejsou údajně vhodné jako dárek v byznysu, vyjadřují očekávání romantického vztahu.Manželce obchodního partnera se ve Švýcarsku nedoporučuje darovat bílé karafiáty, které zde symbolizují smuteční květinu.

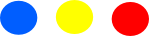
Primární barvy.
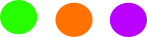
Sekundární barvy
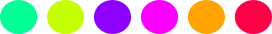
Terciární barvy
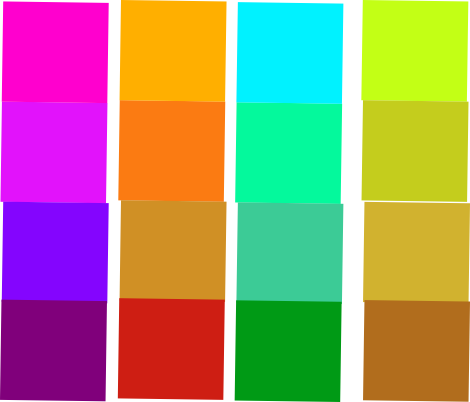
Příklady harmonické kombinace
Barevné mísení barev - sklad.
Barevné mísení barev - rozdíl.

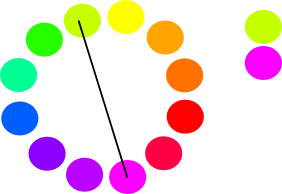
Kontrastní výběr.

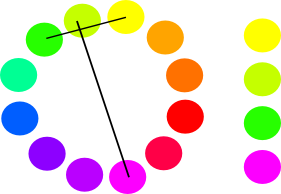
Kontrastní výběr v kombinaci s harmonickým

#### Použití barevného kruhu
Základními barvami jsou červená, žlutá a modrá. Sestavíme-li tyto barvy ve stejných vzdálenostech na obvod barevného kruhu, vzniknou smíšením vždy dvou sousedících barev barvy přechodné, a to oranžová, zelená a fialová. Představíme-li si jejich pořadí, následují v kruhu barvy červená, oranžová, žlutá, zelená, modrá a fialová, z nichž dalším míšením vždy dvou sousedících můžeme vytvořit libovolný počet dalších přechodných barev. Na barevném kole jsou barvy uspořádány podle jejich vztahů k sobě, ve stejném pořadí, jak jsou uvedeny v barevném spektru. Většina moderních barevných kol obsahuje pouze 12 barev.
- 3 základní barvy: červená, žlutá a modrá barva. Stejně jako prvočísla, tři základní barvy nemohou být rozloženy na více základních barev.
- 3 odvozené barvy: oranžová, zelená, fialová. Každý střední odstín je kombinace dvou základních barev. (například spojením červené a žluté barvy vznikne oranžová)
- 6 terciárních barev: Jsou kombinací základních odstínů se sekundárními barvami.

V přírodě najdeme však mnoho dalších odstínů. Nicméně pomocí barevného kola lze cvičit své oči vidět vztahy mezi barvami a jakým způsobem je řadit vedle sebe.

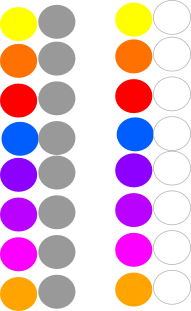
Kombinace šedé a bílé barvy s ostatními.

##### Vztahy v barevném kruhu
Podle zkušenosti je směs pigmentů z barev v tomto kruhu diametrálně odlišných barev poskytuje barvu sice více neutrální (barvy doplňkové, komplementární), ale tyto barvy, jsou-li postaveny vedle sebe, působí na naše oko příjemně. Typickým případem takové kombinace je seskupení fialové barvy se žlutou, nebo oranžové s modrou a podobně. Příjemně působí i taková sestava, kde následují vedle sebe takové barvy, které jsou v barevném kruhu seřazeny v ose, symetricky, nebo v nějakém pravidelném rytmu tedy například fialová, oranžová a zelená v kombinaci tří barev, nebo červená, oranžově žlutá, zelená a modrofialová v kombinaci čtyř a podobně. To platí za předpokladu, že zářivější tóny zaujímají podstatně menší plochu oproti barvám méně intenzívním, nebo že jsou voleny v méně sytých odstínech než barvy málo intenzívní.

Při použití barev se obvykle využívá jejich kontrastu a souladu.
- Monochromatické harmonie (barvy jsou jednoduše sladěny pomocí světlejších a tmavších odstínů jedné barvy)
- Harmonie příbuzných barev(barvy jsou sladěny pomocí podobnosti odstínů barvy)
- Harmonie sousedících barev(barvy jsou sladěny pomocí umístění barvy na barevném kruhu vedle sebe)[1]

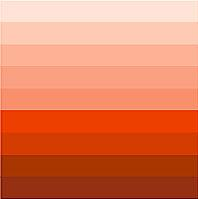
Monochromatická harmonie
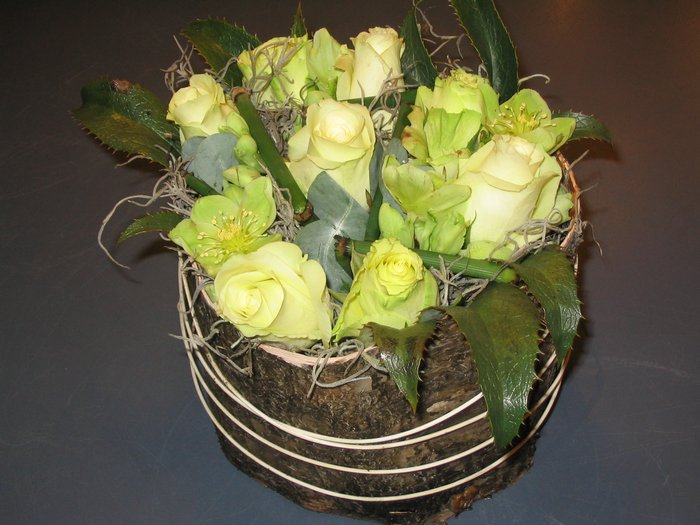
Monochromatická harmonie, kontrast světlosti.
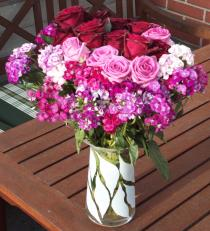
Harmonie příbuzných barev.
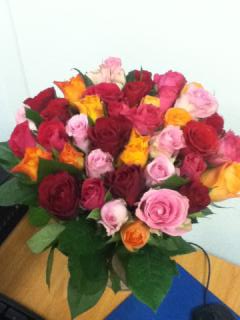
Harmonie sousedících barev.

#### Harmonické kombinace

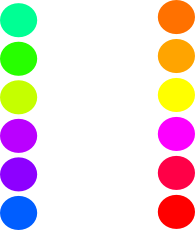
Vlevo studené, vpravo teplé barvy.

V praxi však je možné získat příjemný dojem z barev celkovým sladěním (harmonií) a vyvážením několika málo složek. Má-li být skladba barev ve výsadbě harmonická, může toho dosáhnout tím, že bude mít některé společné složky. Takovou nejjednodušší kombinací jsou aranžmá a kompozice, kde je ústředním motivem určitá společná barva. Tedy použité prvky musí mít buď společný odstín např. načervenalý, při barvách růžové, fialové, oranžové a podobně), nebo podobnou hodnotu, tón, (vydávají přibližně stejné množství světla), popřípadě podobnou intenzitu (když jasnější barvy budou našedivělé), avšak musí mít jinou charakteristiku. To může být dobrá varianta pro začátečníky, protože zabrání chaosu příliš mnoha barev v kompozici. Společné vlastnosti sladěných barev. V praxi však není určen příjemný dojem z barevné soustavy jen symetrií v barevném kruhu, ale i celkovým sladěním (harmonií) a vyvážením jednotlivých složek a náležitým střídáním odlišných barevných soustav.

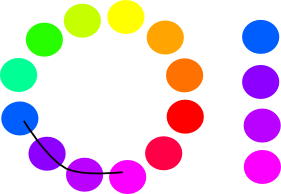
Harmonické kombinace jsou výběrem vedle ležících barev.
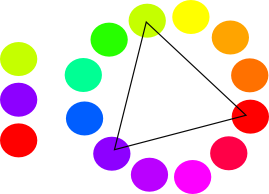
K získání vhodných kontrastních kombinací v barevném kruhu je používáno někdy geometrických obrazců.
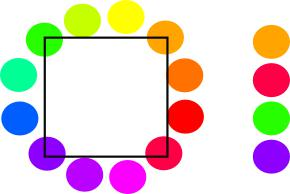

V barevně sladěné kompozici,kde mají všechny prvky společný odstín, vyniknou dobře různé textury. Postupnou změnu odstínu v jednobarevné kompozici lze použít jako sled. Postupné přechody odstínů v kompozici vytváří dojem pohybu. Celkově je tato varianta kombinace barev působí jemně a je dobře přijímána. Je li při výsadbě však toto barevné vyjádření příliš dokonalé, změní se harmonie v jednotvárnost a naproti tomu u silně intenzivních barev směs působí křiklavým dojmem. Byť by taková kompozice nevadila u kytice květin, která v interiéru působí opět jinak a je třeba asociací svátku jara, nebo sv. Valentýna, bude rozhodně špatně působit u výsadby letniček.
Lahodného a spolehlivě harmonického dvoubarevného seskupení barev dosáhneme výběrem dvou barev, ležících vedle sebe na barevném kole. Takové kombinace tvoří opticky harmonické a méně prudké barevné přechody.

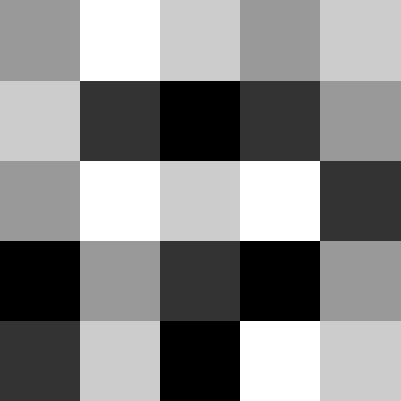
Kontrast světlosti.
Barevný kontrast.
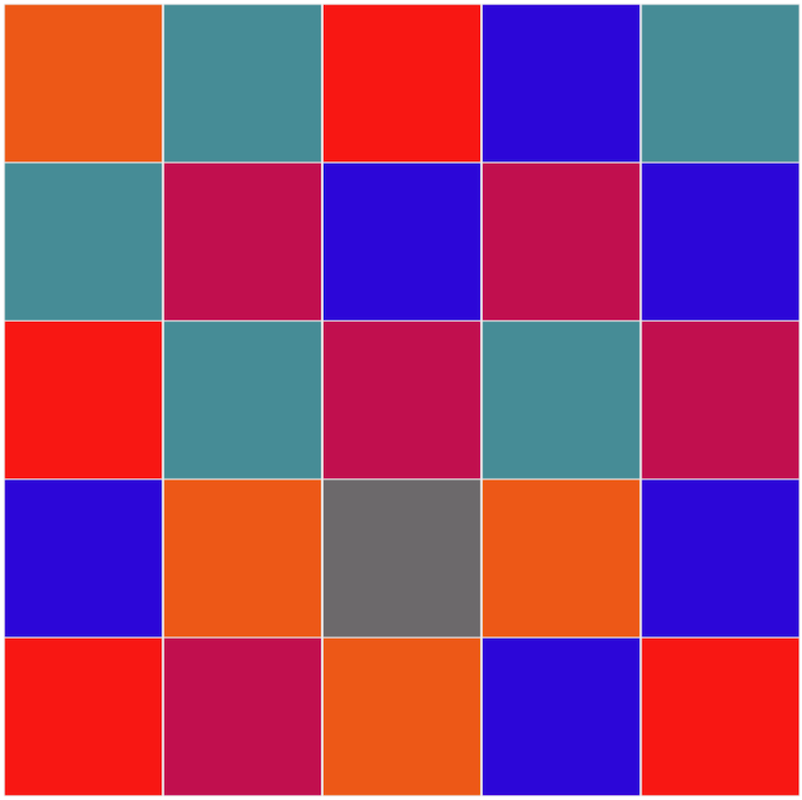
Kontrast teplých a studených barev.
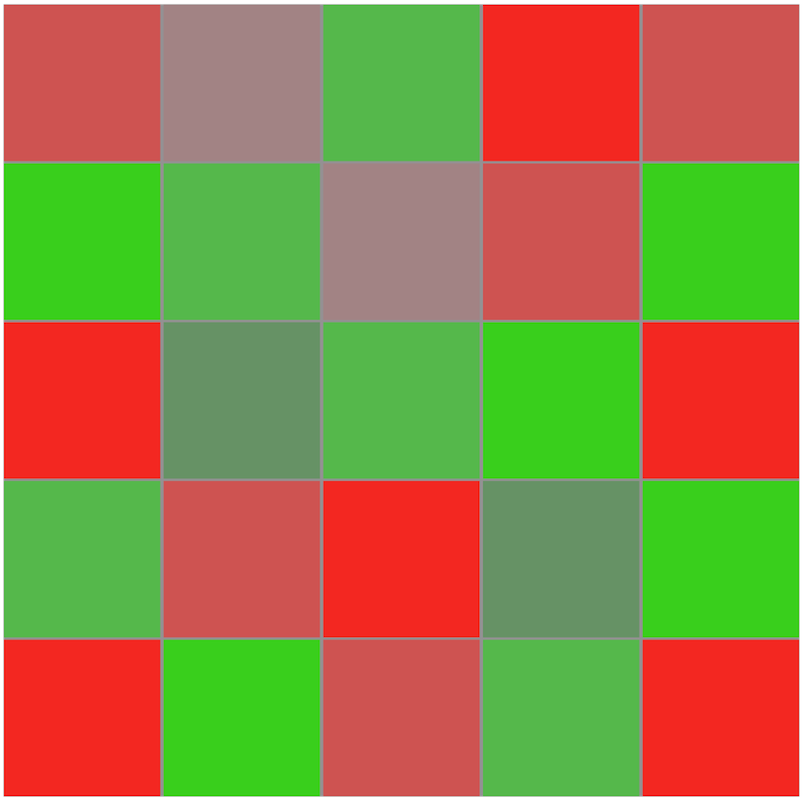
Kontrast kvality doplňkových barev.
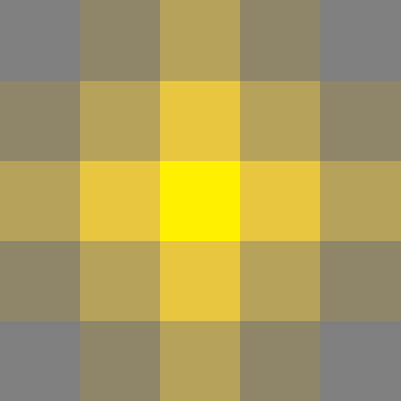
Kontrast (harmonie) nasycení.
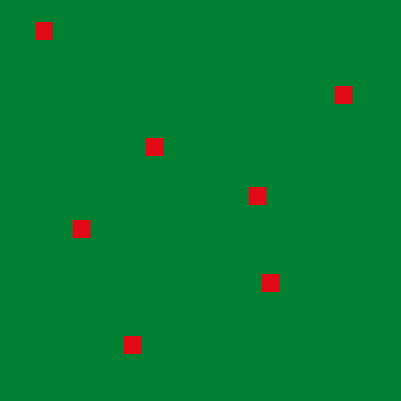
Kontrast kvantity.

#### Kontrastní barevné seskupení
Zkušenost nás učí, že směs pigmentů z barev v barevném kruhu diametrálně odlišných barev poskytuje barvu sice velmi neutrální (barvy doplňkové, komplementární), ale tyto barvy, jsou-li postaveny vedle sebe, působí na naše oko příjemně. Kontrastní kombinace jednotlivých barev může změnit jejich vnímání. Typickým případem takové kombinace je seskupení fialové barvy se žlutou, nebo oranžové s modrou apod.
Subjektivně jsou rozlišovány na barvy studené a teplé, objektivně na primární, sekundární, terciární.
Kontrasty zvětšují vnímané rozdíly mezi barvami, působí na pozorovatele dynamicky
- Kontrast světlosti - barvy sladěné na základě významného světelného rozdílu
- Kontrast barevné a monochromatické barvy - kontrast nepestrých barev šedé, černé anebo bílé s dalšími, pestrými barvami (lze sem zařadit kontrast odlišných barev s různou mírou saturace)
- Kontrast kvality - u použití odlišných primárních a sekundárních nebo terciárních barev
- Kontrast kvantity - u použití znatelně odlišného množství různých barev
- Kontrast barevných nuancí - kontrast módních barev bez jasné souvislosti.[1]

#### Duplex
Jednoduchá kombinace barev používá pouze dvě barvy - duplex. Jde o barvy položené naproti sobě na barevném kole (červená / zelená, oranžová / modrá, žlutá / fialová.) Jsou-li takové kombinace použity bez společných odstínů, vyznačují se maximálním kontrastem. Proto může působit nejen podnětně, ale i znepokojivě, pokud je použito barevných ploch příliš mnoho. Vyplatí se tedy použít převahu jedné ze dvou barev a druhou zvýraznit jako soliterní, nebo dominantní část výsadby. Při vyvážené kompozici je vhodné využít i různých textur barvy a odstínů , spíše než příliš velkého množství stejné barvy.

#### Tři a více barev
Jako doplněk v případě příliš velkého kontrastu lze použít i další, třetí barvu a případně rozdílné barvy rozčlenit prostorově. Příjemně působí taková sestava, kde následují vedle sebe takové barvy, které jsou v barevném kruhu seřazeny v osách, symetricky, nebo v nějakém pravidelném rytmu tj. např. fialová, oranžová a zelená v kombinaci tří barev. Nebo například červená, oranžově žlutá, zelená a modrofialová v kombinaci čtyř barev a podobně. To platí za předpokladu, že zářivější tóny zaujímají podstatně menší plochu oproti barvám méně intenzívním, nebo že jsou voleny v méně sytých odstínech než barvy málo intenzívní.
Vhodné kombinace lze dosáhnout i tím, uspořádáme-li barvy tak, aby se přibližně stejně odlišovaly od základního tónu. Odlišení může být opět buď rozdílem v odstínech (např. žlutá a modrá skvrna na zeleném podkladě, zelená a oranžová na žlutém podkladě apod.), nebo rozdílem hodnoty (světle červená a tmavorudá na zeleném podkladě), popřípadě rozdílem v intenzitě (např. jasně zářivá červeň s matnou červení na středně jasném podkladě), ačkoli nelze zapomínat, že intenzita barvy obyčejně závisí i na odstínu a jeho barevné hodnotě a kontrast by neměl přesáhnout přiměřenost.

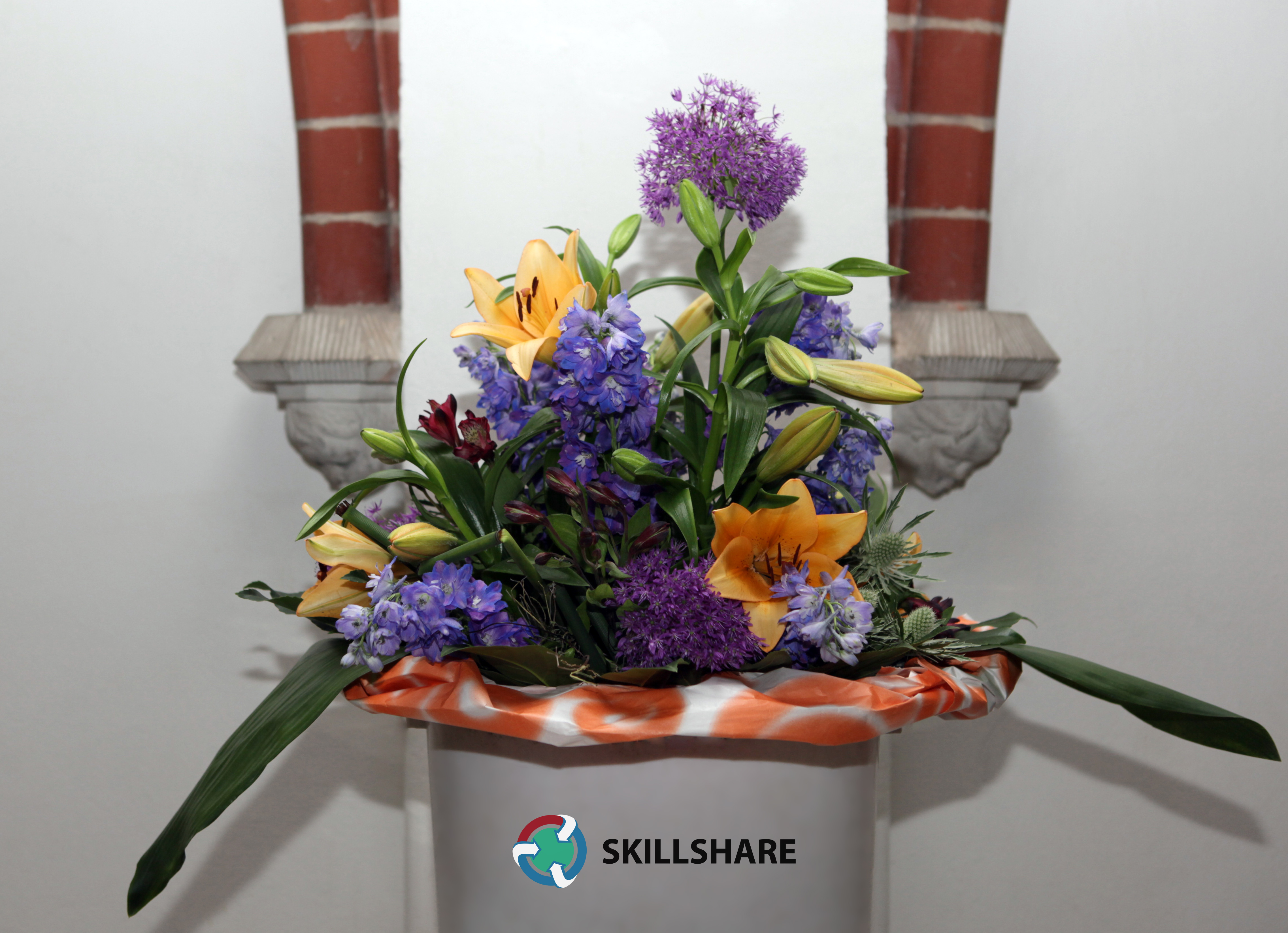

#### Polychromatické kombinace
Polychromatické kombinace využívají všech barev, ale jsou pro vyladění kompozice stejně náročné jako a vyžadují tolik přemýšlení a experimentování jako ostatní přístupy. Barevný soulad , vyjádření totiž souvisí i s množstvím a umístěním barev. Výsledkem nevhodného , nevyváženého, nebo nepromyšleného seskupení může být chaos. Barevné seskupení mají hlavní význam při vyvolání rovnováhy v obraze, a proto musíme zvláště dbát na to, aby barevné skvrny byly vyváženy i velikostí a umístěním. Barvy lze uspořádat i ve sledu. V takovém případě by změny měly změny progresivně postupovat od hodnoty nejjasnější k nejtmavší, např. od bílé přes různé odstíny růžové až do tmavočervena, případně se v sledu rytmicky opakovat.

#### Barvy a vlastnosti

##### Účinek nasycení barev
Silné neředěné odstíny a barvy poutají pohledy a jsou výrazné z dálky, tedy je lze použít i na zbarvení větších vzdálených ploch, výsadby střední části a pozadí kompozice. Silné neředěné barvy jsou vhodné také jako výrazný doplněk dalších kombinací. Světlé tónované pastelové barvy prosvětlují kompozici a mohou být vhodně použity na výsluní a v popředí. Tmavé odstíny a odstíny s získané přidáním černé k původním barvám a polotóny získané přidání šedé barvy značně umocní dojem prostoru, jsou-li požity na vzdálenějších místech kompozice, ale mohou v kompozici zanikat, nebo působit tlumivě.

##### Váha, hmotnost barev
Žlutá barva má nejnižší hodnotu, fialová má nejvyšší hodnotu (s výjimkami bílá a černá). Oko vnímá nejnižší hodnoty jako první. Je opticky žádoucí, aby byly lehčí barvy umístěny spíše výše, těžké barvy spíše níže v barevné kompozici, lehčí barvy na výraznější prvky, těžší barvy na potlačené prvky, nebo kontrastně.

##### Teplota barev
Červená, žlutá a oranžová jsou považovány za teplé barvy. Zelená, modrá a fialová, jsou považovány za chladné.
Je však možné měnit teplotu, smícháním barev. Přidáním červené do fialové lze získat výrazně teplejší kombinace.
Studené barvy mají modrý podtón. Studené barvy vyvolávají dojem větší vzdálenosti. Vyjadřují chlad, odloučení, stabilitu a klid. Jen zřídkakdy odpoutávají pozornost od hlavního bodu kompozice. S doplňkovými barvami vytvářejí efektivní kombinace kontrastu a barevných variací.
Teplé barvy mají žlutý podtón. Připomínají zbarvením předměty s vyšší teplotou, atraktivní jedlé plody a vyjadřují pohodlí a energii. Tyto barvy mají tendenci snižovat pocit vzdálenosti a budit dojem zdánlivého pohybu směrem k pozorovateli.

##### Podmínky, které mohou ovlivnit působení barev
Vnímání barev se liší od člověka k člověku a mohou být značně ovlivněny názory okolí a módou. Vnímání jednotlivých kombinací ovlivňují i barvy v okolí kombinace. Přirozené světlo mění sytost barev během dne. Červená se stane nevýraznou při soumraku, zatímco bílá začne zářit. Textura listu nebo květu ovlivní rozptýlení světla a proto i vnímání barvy. Hladší povrch způsobí více odraženého světla a projeví se sytější barvou. Barvy s narůstající vzdáleností ztrácí na intenzitě a proto na vzdálenější části kompozice je možné a vhodné použít i velmi výrazné barvy. Naopak příliš ostré, kontrastní kombinace v popředí působí dráždivě.

##### Jak barvy mohou působit na vnímání
Použití některých barev může ovlivnit náladu a vnímání. Například červené, žluté a oranžové odstíny jsou považovány za "teplé barvy" (ve smyslu vnímání tepla divákem a asociací) a mohou rozrušit diváka. Modrá, fialová a zelená jsou považovány za "studené barvy" a působí spíše tlumivě, lze je použít jako zklidňující . Proto jsou modrá, fialová a zelená vhodné barvy pro meditační zahradu.
Při sadovnické realizaci na malém ploše,je možné změnit vnímání diváka pomocí kombinací teplé a studené barvy.Teplé barvy v popředí a studené v pozadí mohou dát pozorovateli pocit většího prostoru.

Pomocí použití teplé barvy, jako je červená, lze vnímat velké prostory příjemněji, jako komornější. Předměty a dřeviny v teplé barvě se v krajině zdají být se blíž, než jsou ve skutečnosti a tím zmenšují vnímání celé krajiny. Teplé barvy vzbuzují pozornost, přinášejí dobrou náladu, která však není odpočinkem, ale spíše přináší emoční vzrušení pozorovatele. Tím mohou teplé barvy působit dlouhodobě únavně. Pokud je záměrem upozornit návštěvníky na nějakou dominantu v prostoru kompozice, lze vyprovokovat zaostření pozornosti pozorovatele pomocí červené nebo žluté nebo oranžové.

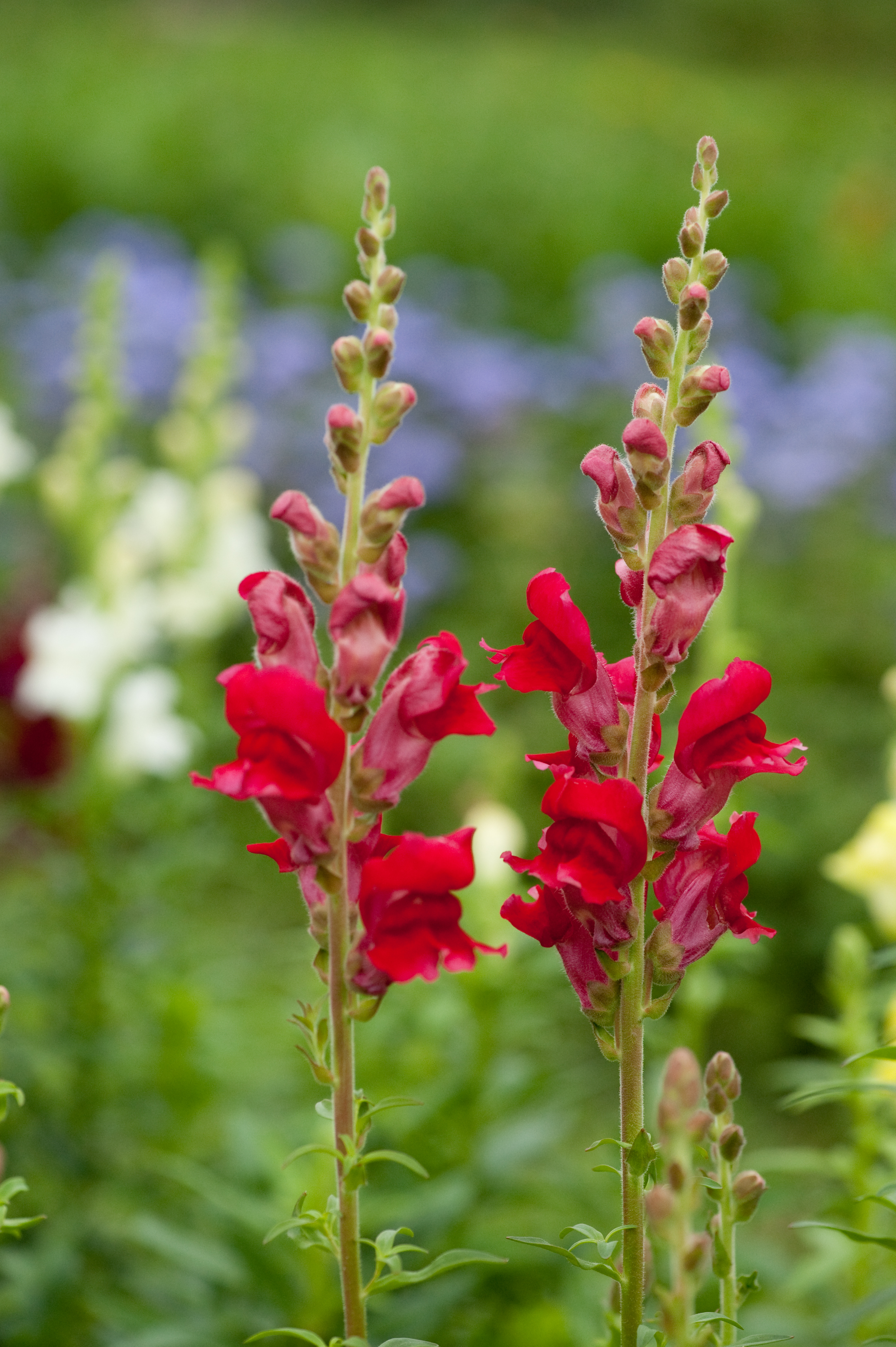
Pyramidální habitus květenství hledíku.

### Tvar a textura
Tvar rostlin rozhoduje do značné míry o charakteru kompozice. některé části rostlin mají víceméně geometrický charakter a mnohé lze podle charakteru tvar snadno rozdělit. Lze takto vysledovat skupiny rostlin u nichž se používá květ nebo list pro typický tvar. Ovšem existují i druhy rostlin, jež mají poměrně nepravidelné olistění a kvetení nebo je například těžké jejich květ zařadit.
Rostliny vhodné pro květinové aranžmá s výrazně kulovitým květenstvím: bělotrn, kulovité odrůdy jiřin a chyzantém, aksamitník, kalina Viburnum opulus 'Sterile'.
Rostliny vhodné pro květinové aranžmá, jež mají výrazně válcovité květenství: štětka soukenická, Kniphofia uvaria, orobinec, hyacint.
Texturou v aranžování květin, vysvětluje V.Pokorný, je rozuměn například způsob rozložení jehlic smrku na větvičce, uspořádání korunních plátků v květech. Některé rostliny mají spíše jemné a husté olistění (jemná textura listů u Asparagus vulgaris nebo A. plumosus, jedlice modřínu) a u jiného druhu se vyskytují zřetelně větší výrazné listy řídce uspořádané (hrubší textura olistění u Asparagus sprengeri, A. falcatus, borovice černé apod.). Celistvou texturu V. Pokorný rozeznává u listů s velkou plochou (Anthurium andreanum, kala Zantedeschia e., Aucuba atd.)
Materiály s výrazně odlišnou strukturou se využívají při vytváření strukturálního kontrastu. Lze použít vzhledná díla, kde kontrast nebude použit, ovšem díla, kde je využito kontrastu budou výraznější.

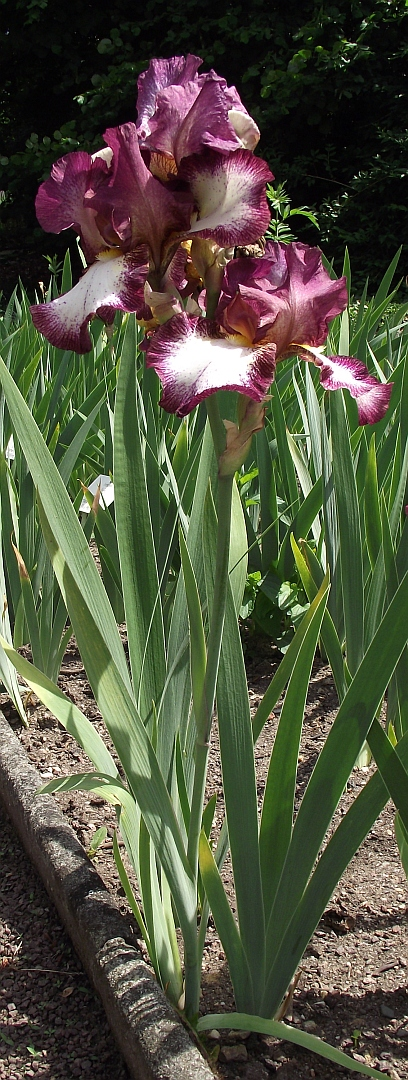
Vertikální habitus, rozvíjející se (kosatec Iris germanica)
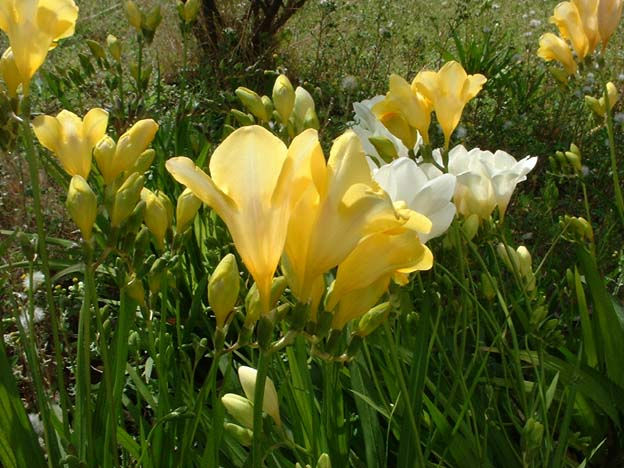
Vertikální habitus, rozvíjející se jednostranně (frézie)
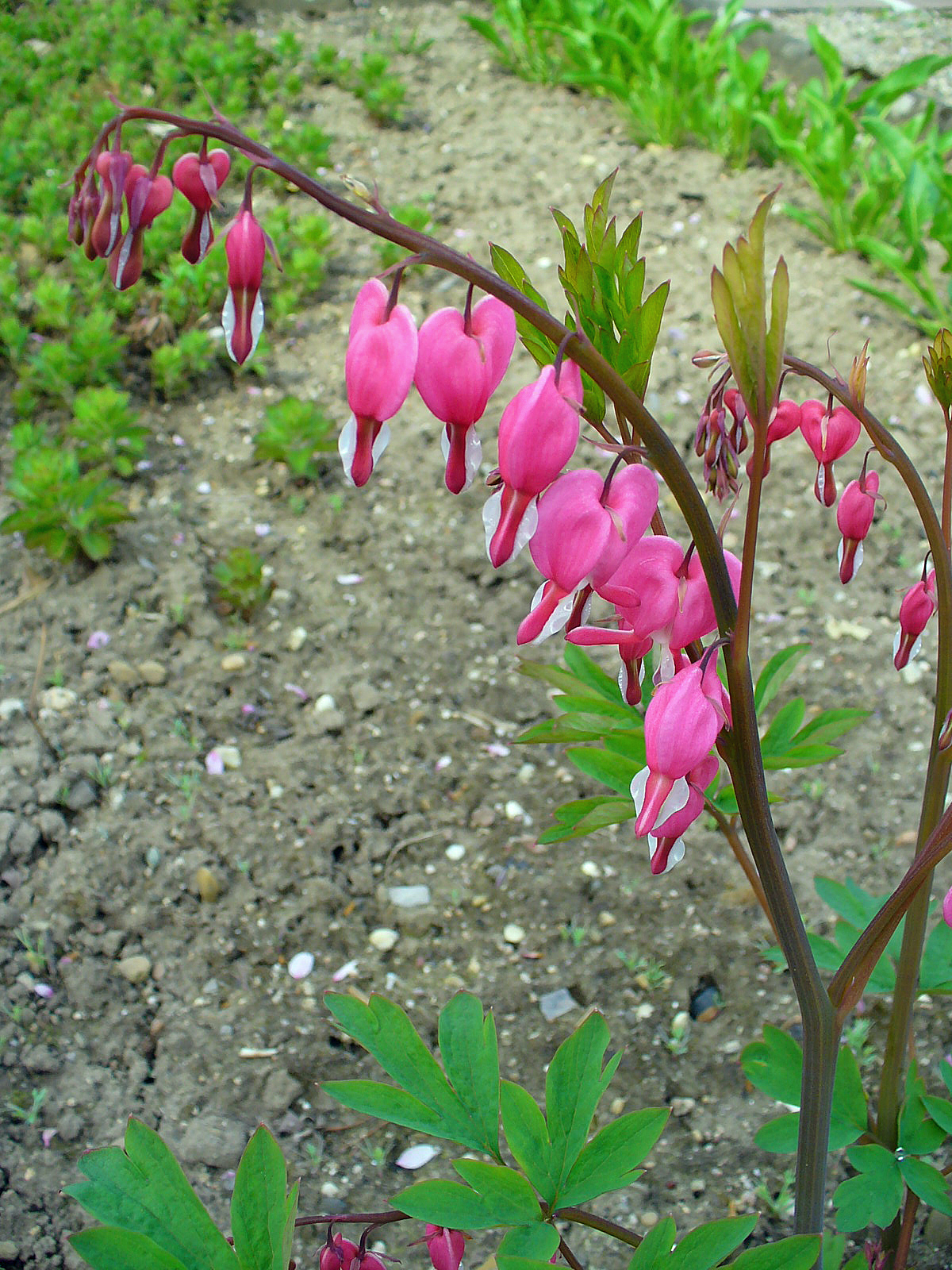
Habitus obloukovitě vychýlený (srdcovka)
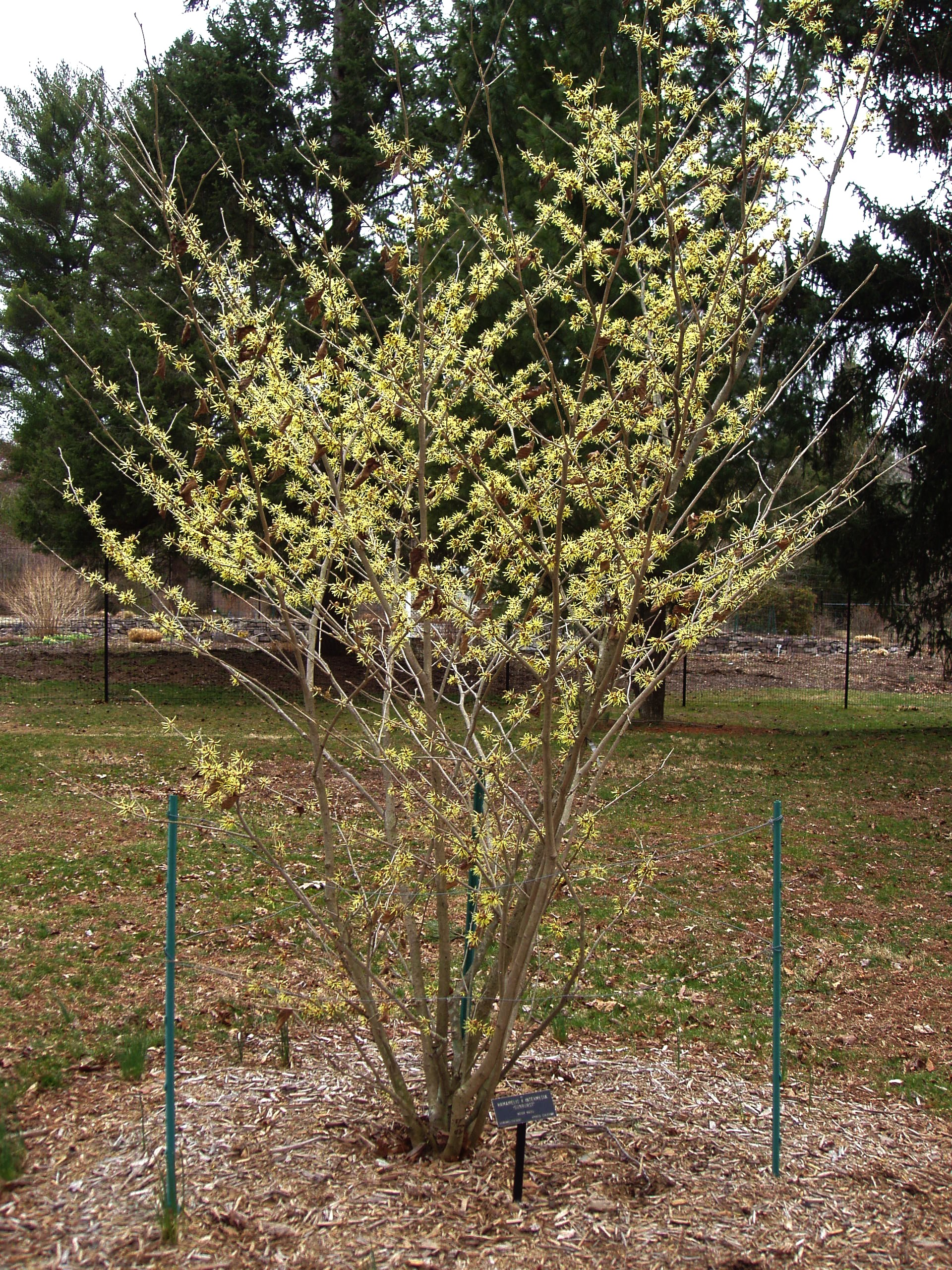
Habitus lámavě pokroucený (vilín)
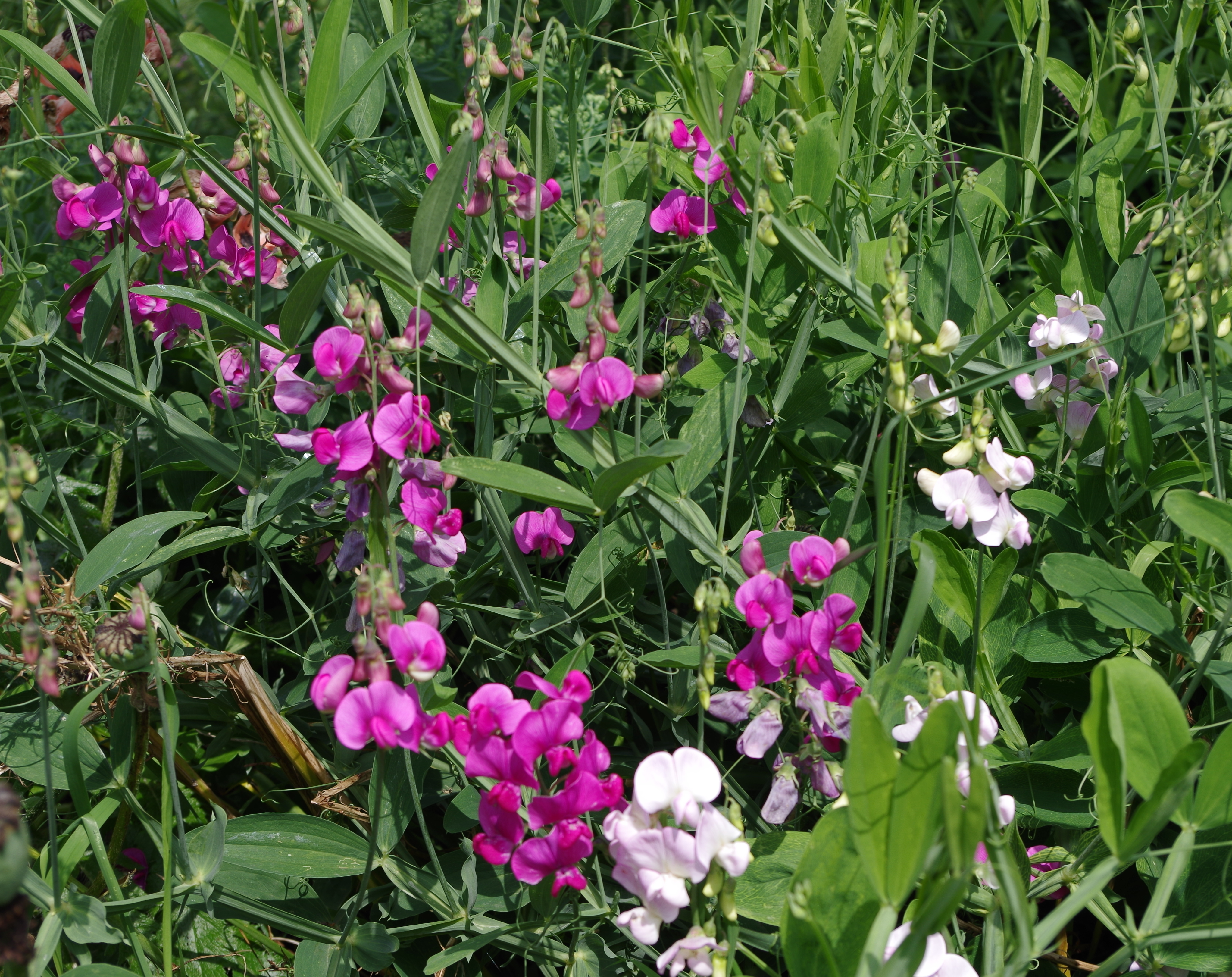
Habitus nestejně pokroucený (hrachor)
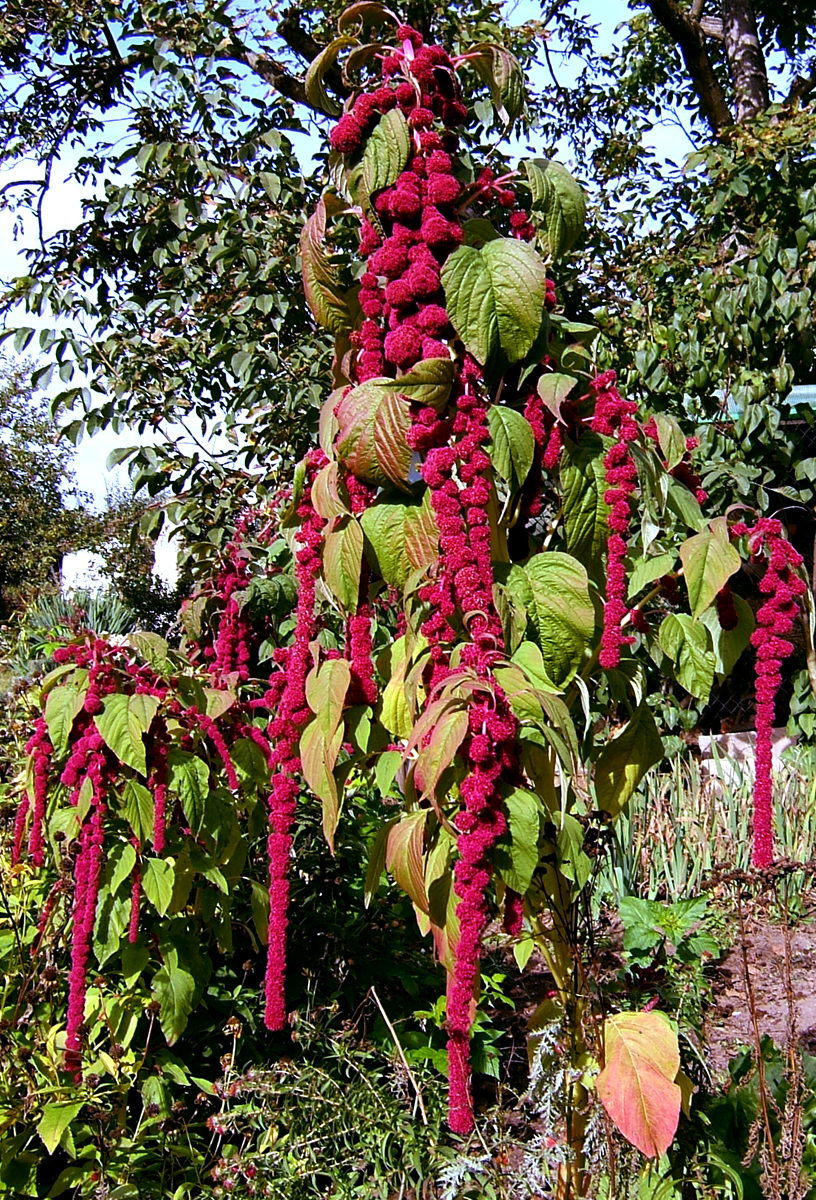
Habitus převislý (laskavec)
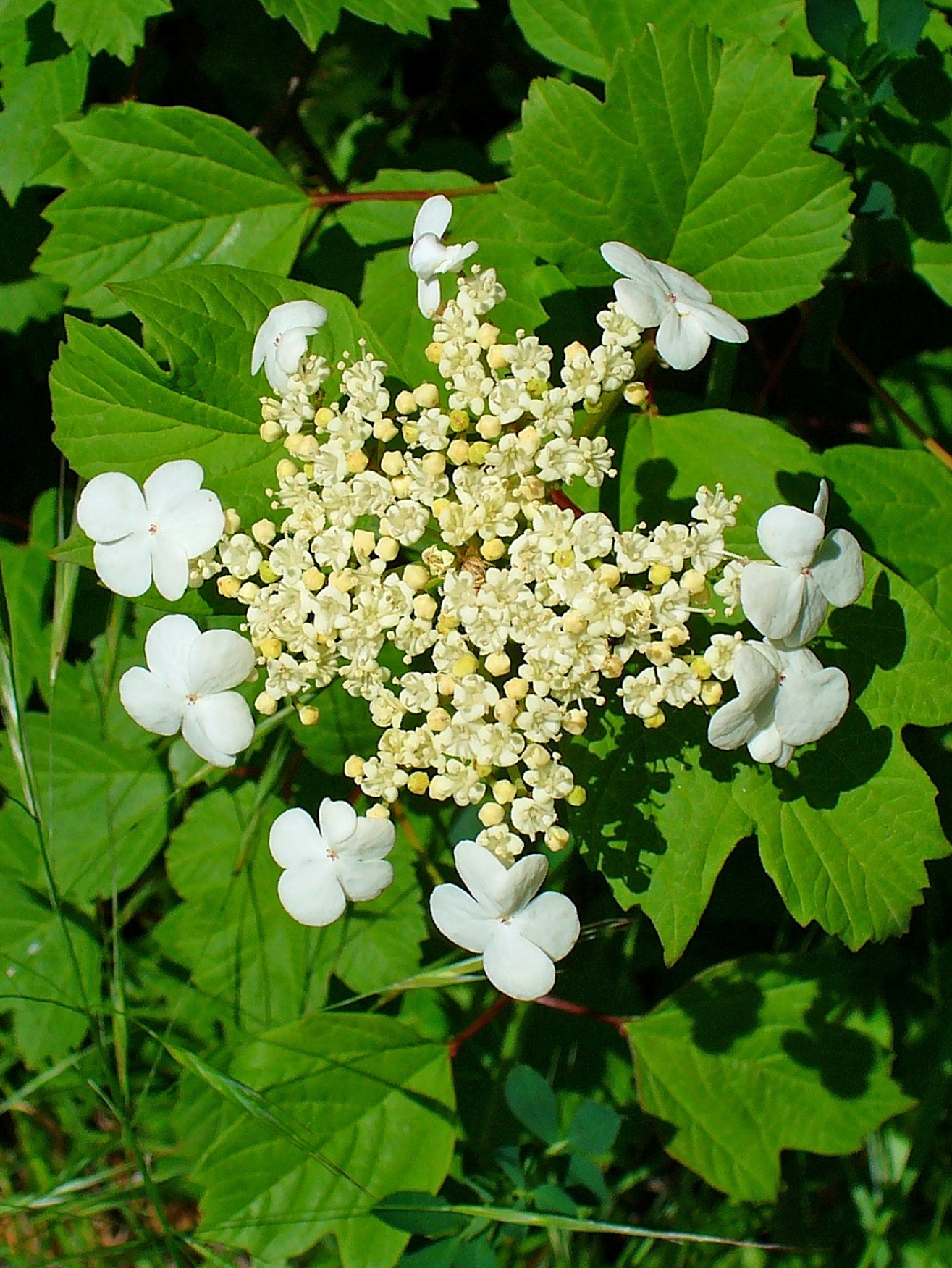
Habitus uzavřeně kruhovitý (kalina Viburnum opulus

#### Habitus používaných rostlin
Příklady podle To je floristika!:
- pyramidální (hledík)
- vertikální, rozvíjející se (kosatec)
- vertikální, rozvíjející se jednostranně (frézie)
- vertikální, ukončený kulovitě (česnek, cibule)
- obloukovitě vychýlený (srdcovka)
- lámavě pokroucený (vilín)
- nestejně pokroucený (hrachor)
- převislý (laskavec)
- uzavřeně kruhovitý (kalina Viburnum opulus)

#### Textura používaných rostlin
- Příklady podle To je floristika![1]:
- kovová, kožená nebo lakovaná
- porcelánová
- skleněná
- vosková
- hedvábná nebo sametová
- vlněná
- dřevnatá nebo papírová